# Khoa học thần kinh giấc ngủ

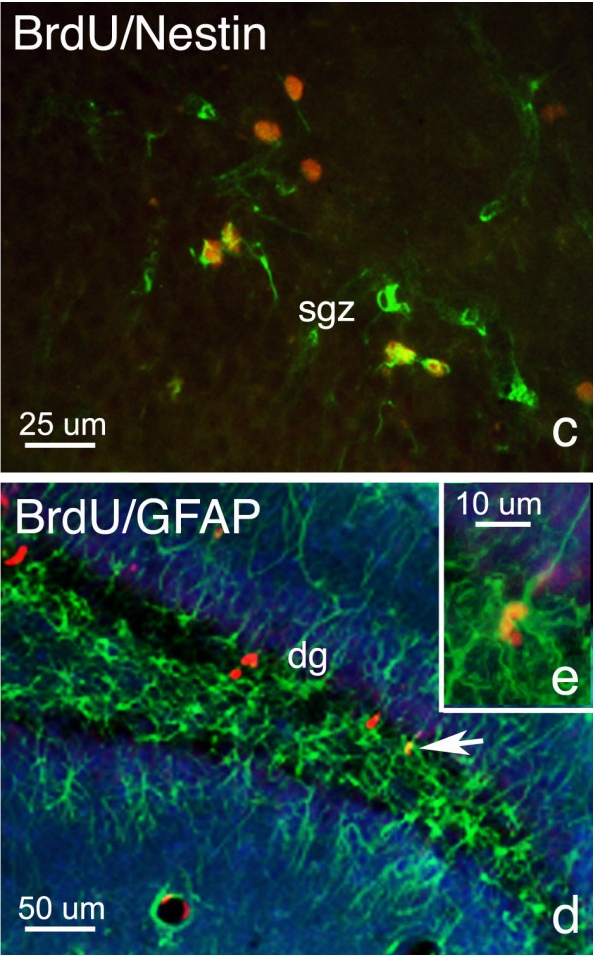
BrdU (màu đỏ), thể hiện quá trình neurogenesis trong trung khu dưới hạt (SGZ) của vùng DG hồi hải mã. Hình ảnh minh họa này của Faiz và cộng sự, năm 2005.

Khoa học thần kinh giấc ngủ là lĩnh vực nghiên cứu khoa học thần kinh và sinh lý học căn bản về bản chất của quá trình ngủ và các chức năng sinh học của nó. Thông thường thì sự ngủ được nghiên cứu dưới góc độ tâm lý học và y học. Nhằm để hiểu rõ một cách toàn vẹn, thông suốt và thấu đáo, phá vỡ các nghi ngờ và giải rõ nhận thức về việc ngủ. Đã diễn ra nhiều cuộc nghiên cứu trên khía cạnh khoa học thần kinh với quy mô lớn và vượt trội, khi sự phát triển công nghệ kỹ thuật đạt được mức rạng rỡ từ nửa sau thế kỷ 20.
Y văn đã chứng minh tầm quan trọng của sự ngủ thực tế đó là nếu con vật đó chỉ dành một tiếng cho việc ngủ, thì với một tình trạng thiếu ngủ trầm trọng cứ diễn ra như vậy có thể gây nên hậu quả thảm khốc và cuối cùng sẽ dẫn đến cái chết. Hay trong nghiên cứu của Bellesi và cộng sự năm 2017, tình trạng thiếu ngủ diễn ra sẽ kích hoạt tế bào hình sao, gia tăng hoạt động thực bào và tấn công vào các khớp thần kinh, đối với những con chuột mất ngủ mãn tính, sự gia tăng này lên tới 13.5%, não bộ tự ăn chính nó theo đúng nghĩa đen. Như vậy hiện tượng ngủ là rất quan trọng, tuy nhiên mục đích và cơ chế của ngủ chỉ được nắm rõ một phần nào đó, thậm chí cho đến tận vào cuối những năm 1990 người ta cho rằng: "Chức năng duy nhất của việc ngủ là làm cho hết buồn ngủ". Tuy nhiên, với sự phát triển và ra đời các phương pháp kỹ thuật hình ảnh tối tân như là EEG, PET, và fMRI mang khả năng tính toán cao đã giúp chúng ta hiểu rõ nhiều hơn về các cơ chế thần kinh vận hành quá trình ngủ.
Các câu hỏi với mức độ cơ bản trong nghiên cứu khoa học thần kinh về ngủ đó là:
1. Các yếu tố tương quan với giấc ngủ, tức là tập hợp các sự kiện tối thiểu đủ để xác nhận rằng loài sinh vật đó đang ngủ?
2. Hệ thần kinh và não bộ hình thành và điều chỉnh quá trình ngủ như thế nào?
3. Những sự kiện gì xảy ra trong bộ não lúc ngủ?
4. Làm thế nào để chúng ta có thể hiểu được chức năng ngủ trong não bộ dưới phương diện sinh lý học?
5. Các nguyên nhân gây ra các rối loạn giấc ngủ và chúng có thể được điều trị như thế nào?[8]

Các lĩnh vực nghiên cứu khác nằm trong phạm vi khoa học thần kinh giấc ngủ bao gồm tiến hóa quá trình ngủ qua các loài, giấc ngủ trong giai đoạn phát triển và lão hóa, tập tính ngủ ở động vật, cơ chế tác động của các loại thuốc lên giấc ngủ, mơ và ác mộng, và chu kỳ tỉnh thức của cá thể.

## Dẫn nhập

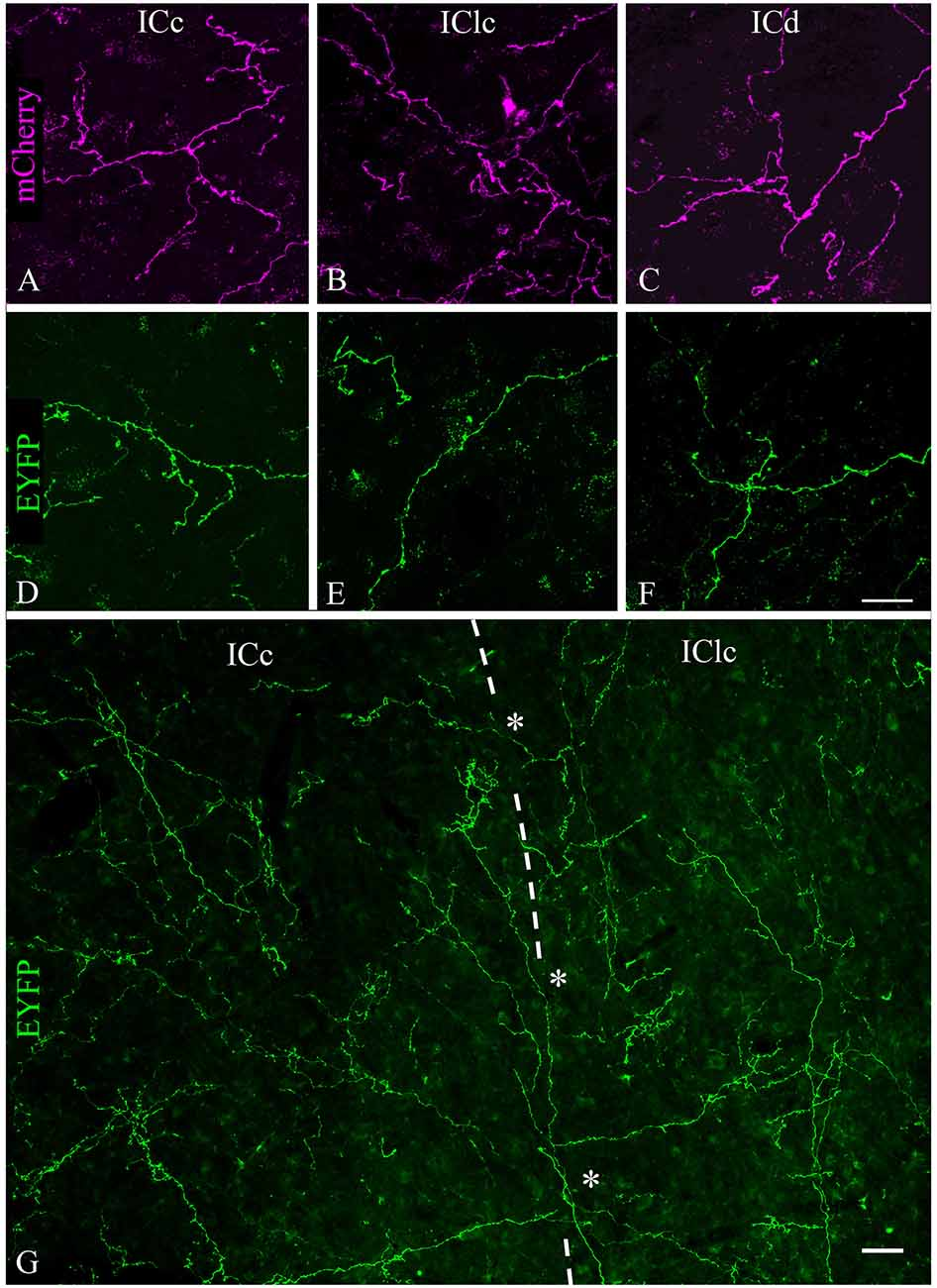
Các sợi trục cholinergic đã được đánh dấu với sự hiện diện của nhiều cúc thần kinh trong mỗi sự phân nhánh của cấu trúc lồi não dưới (IC, hay còn gọi là gò não dưới). (A–C) các nhân trần cuống cầu não (PPT) với các sợi cholinergic biểu hiện protein mCherry trong (A) nhân xám trung tâm của vùng IC (ICc), (B) phần vỏ bên của lồi não dưới (IClc), (C) phần vỏ sau của lồi não dưới (ICd). (D–F) các sợi cholinergic của PPT biểu hiện protein EYFP trong (D) vùng ICc, (E) vùng IClc, (F) vùng ICd. Vạch trắng hình (F) ước lượng khoảng cách là 25 μm, và cũng áp dụng cho từ hình (A–F). (G) Mô phỏng các sợi cholinergic đánh dấu bằng EYFP trong cả vùng ICc và vùng IClc (phân chia qua đường đứt nét), bao gồm cả các sợi trục xuyên ranh giới (dấu hoa thị), nhằm cho các cúc tận cùng lên cả hai vùng này. Các nhân trần cuống cầu não này cho các nhánh đến đồi thị, thực hiện việc điều hòa chu kỳ ngủ - thức, và các sợi cholinergic được xem là các nơron "REM-on".

Giấc ngủ cử động mắt nhanh (REM) hay còn gọi là ngủ nghịch thường, giấc ngủ không cử động mắt nhanh (NREM hay non-REM) hay còn gọi giấc ngủ sóng chậm (SWS), và trạng thái thức tỉnh chính là ba trạng thái phản ánh sự hoạt động của ý thức, cơ cấu thần kinh tâm thần, và quá trình cân bằng điều hòa sinh lý cơ thể. Giấc ngủ NREM được phân thành nhiều giai đoạn – N1, N2 và N3. Giấc ngủ bắt đầu với giấc ngủ NREM trung bình kéo dài từ 70 đến 100 phút,:13–23 và sau đó xuất hiện giấc ngủ REM với thời gian dài hơn khoảng chừng 90 đến 120 phút, luân phiên nhau theo chu kỳ thường theo thứ tự là N1 → N2 → N3 → N2 → REM. Khi con người rơi vào trạng thái ngủ, hoạt động chuyển hóa của cơ thể giảm xuống. Nhiệt độ cơ thể, nhịp tim, nhịp thở, và mức sử dụng năng lượng tất cả đều giảm. Sóng não trở thành sóng có biên độ cao, với tần số giảm dần tức là dao động chậm. Có sự giảm phóng thích acetylcholine, là chất dẫn truyền thần kinh kích thích trong não. Khi ngủ, con người thực hiện bảo toàn nhiệt năng của cơ thể sao cho phù hợp với tác động của môi trường—chẳng hạn như là khi trời lạnh sẽ có xu hướng cuộn tròn lại. Các phản xạ gân xương vẫn còn hoàn toàn hoạt động.
Giấc ngủ REM được xem là "tiệm cận" với trạng thái thức, được đặc trưng bởi sự mất trương lực cơ và hiện tượng chuyển động mắt nhanh. NREM là giấc ngủ sâu (giai đoạn sâu nhất của NREM được gọi là giấc ngủ sóng chậm), mà trong đó không có các chuyển động mắt và các cơ đều bị tê liệt. Đặc biệt trong giấc ngủ non-REM, bộ não tiêu thụ năng lượng ít hơn so với lúc thức một cách đáng kể. Khi hoạt động ức chế điện thế diễn ra ở nhiều vùng não, điều này ám chỉ đang có sự tiến hành khôi phục lại adenosine triphosphate (ATP), phân tử được mệnh danh là đồng tiền năng lượng của tế bào, đóng vai trò vận chuyển năng lượng và là kho dự trữ ngắn hạn tạo thuận lợi cho quá trình tổng hợp chất dẫn truyền thần kinh diễn ra. (Bởi vì khi não bộ trong trạng thái thức tỉnh, nó "ngốn" tới 20% năng lượng cơ thể, thế nên sự "tụt dốc" này tác động đáng kể đến tổng thể năng lượng tiêu thụ căn bản một cách độc lập.) Trong giấc ngủ sóng chậm, cơ thể con người bắt đầu xuất hiện những làn sóng phân tử protein GH (hormone sinh trưởng, chứa 191 acid amino và trọng lượng phân tử là 22.005) do thùy trước tuyến yên tiết ra, có tác dụng điều hòa trực tiếp chức năng chuyển hóa của toàn bộ cơ thể. Đối với prolactin, mọi dạng giấc ngủ ở bất cứ thời điểm nào ngay cả ban ngày đều gắn liền với sự giải phóng chất này.
Theo lý thuyết phát động tổng hợp (activation-synthesis hypothesis) của Hobson và McCarley được đưa ra vào năm 1975–1977, sự thay phiên tuần tự giữa REM và non-REM đã tạo nên các chu kỳ của giấc ngủ, và rằng chúng tương hỗ qua lại lẫn nhau chi phối mạnh mẽ đến hệ thống các chất dẫn truyền thần kinh. Thời gian ngủ được kiểm soát bởi đồng hồ sinh học, đặc biệt ở người với một mức độ nhất định khi đặt hành vi dưới sự kiểm soát của ý chí, đã có các cuộc thực nghiệm đã chứng minh rằng con chuột để có thể sinh tồn chúng sẽ sẵn sàng biến đổi nhịp sinh học của riêng nó. Giáo sư Fred Stephan đã tuyên bố rằng: "khi thức ăn và ánh sáng cạnh tranh nhau, thường là thức ăn sẽ thắng.":294 Điều này có nghĩa rằng là, mặc dù con chuột có tập tính tìm kiếm thức ăn vào ban đêm, trong trường hợp thức ăn chỉ có vào ban ngày, chúng sẽ thay đổi nhịp sinh học để khai thác nguồn sống này. Đối với con chuột đói, cố nhiên nguy cơ chết đói sẽ cao hơn nhiều so với nguy cơ bị ăn thịt. Thuật ngữ circadian có nguồn gốc từ tiếng Latin circa, có nghĩa là "khoảng chừng" (hay "xấp xỉ"), và diem hay dies có nghĩa là "ngày." Đồng hồ sinh học được định nghĩa chính là tập hợp các cơ chế sinh học chi phối và điều hòa đến nhiều quá trình hóa sinh bên trong sinh thể với trật tự nhất định, và đồng hồ này có thể điều chỉnh được diễn ra trong vòng 24 giờ. Nhịp sinh học có thể quan sát rộng rãi được ở thực vật, động vật, nấm và vi khuẩn lam.

## Các sự kiện vi mô cấu thành nên hiện tượng ngủ
Một trong những câu hỏi quan trọng trong việc nghiên cứu giấc ngủ đó là làm thế nào để có thể định nghĩa một cách chính xác và rõ ràng về trạng thái ngủ. Vấn đề này được đặt ra là bởi vì ngủ không phải là trạng thái sinh lý bình thường mà là trạng thái mật thiết với ý thức, vì vậy không có một định nghĩa rõ ràng nào về tập hợp các cơ chế tối thiểu gây ra hiện tượng ngủ, đồng thời cắt nghĩa và phân biệt nó với các trạng thái (có một phần hoặc không) ý thức khác. Điều này thực sự phức tạp bởi vì cần phải nghiên cứu hiện tượng này ở nhiều loài khác nhau.
Sự thiếu đáp ứng đối với các tín hiệu cảm giác đầu vào, ức chế tín hiệu vận động đầu ra, giảm bớt các chức năng nhận thức; chính là các đặc trưng của một giấc ngủ, cũng chính là trạng thái đảo ngược của thức (có thể đảo ngược nhanh chóng với nó). Tuy nhiên là để chuyển đổi hiện tượng này sang định nghĩa sinh học là khó khăn, bởi vì không có một mạch nơron nào trong bộ não có thể độc lập thực hiện chức năng ngủ và sự điều hòa hưng phấn - ức chế thần kinh. Một trong số các giả thuyết sớm nhất ra đời cho rằng ngủ là do sự bất hoạt cấu trúc vỏ não và đồi thị (hay còn gọi là nội đồi), dựa trên sự vắng mặt các đáp ứng tín hiệu cảm giác của cả năm giác quan. Tuy nhiên, điều này là không có căn cứ khi người ta đã quan sát thấy cả vỏ não và đồi thị vẫn trong trạng thái hoạt động ở một số pha ngủ. Sự thật là cấu trúc đồi thị chỉ bất hoạt đi sự chuyển tải thông tin cảm giác lên vỏ não.
Đã có nhiều quan sát về giấc ngủ bao gồm có quá trình suy biến hoạt động giao cảm, đồng thời tăng cường hoạt động phó giao cảm trong giấc ngủ non-REM, đặc biệt trong giấc ngủ REM có sự tăng nhịp tim và huyết áp, trong khi đáp ứng cân bằng nội môi và trương lực cơ giảm. Tuy nhiên là các hiện tượng trên không đặc hiệu cho nhiều trạng thái ngủ khác nhau; không giúp vạch ra được một định nghĩa cụ thể trên phương diện sinh lý học.
Gần đây nhất với sự phát triển vượt bậc của khoa học thần kinh (neuroscience), câu hỏi được đặt ra lại được tiếp tục xoáy sâu, với các nghiên cứu được thực hiện bằng việc quan sát tổng thể sự vận động điện não thông qua kỹ thuật EEG đặc trưng. Mỗi một giai đoạn ngủ và trạng thái thức đều có các loại sóng EEG riêng biệt, và như vậy có thể xác định được các giai đoạn của một giấc ngủ. Thức thường đặc trưng bởi sóng beta (12–30 Hz) và gamma (25–100 Hz) phụ thuộc vào hoạt động của não bộ trong điều kiện nào, căng thẳng hay thư giãn chẳng hạn. Khi quá trình ngủ bắt đầu vận hành, tương ứng cá thể biểu hiện ra hiện tượng lừ đừ buồn ngủ, các tần số sóng năng động này suy giảm đi sau đó chuyển thành sóng alpha (8–12 Hz), tiếp tục chuyển thành theta (4–10 Hz), cũng là lúc bắt đầu đi vào giai đoạn 1 của giấc ngủ NREM. Tần số sẽ càng giảm hơn nữa khi tiến tới giai đoạn sâu của giấc ngủ NREM. Sóng điện não có biên độ thấp nhất khi trong trạng thái cảnh giác và thức tỉnh (10–30μV) và tăng lên trong nhiều giai đoạn ngủ (NREM). Giai đoạn 2 đặc trưng có những đợt ngắt xung điện ngủ, hay nói cách khác là hiện diện các thoi ngủ (thuật ngữ sleep spindle trong EEG, tức những khoảng sóng gián đoạn mang tần số 12–14 Hz, ngoài ra còn có tên gọi là sóng sigma) và phức hợp K (K complex). Theo định nghĩa của AASM, phức hợp K là sóng nhọn âm theo sau bởi sóng nhọn dương, 2 pha và thường đối xứng, với tổng thời gian ≥0.5 s và biên độ lớn nhất tại vùng trán, cũng là "sự kiện điện thế động lớn nhất trong điện não đồ theo thời gian." Giai đoạn 3 có nhiều các dạng sóng sigma hơn, cùng với giai đoạn 4 xuất hiện các dạng sóng delta với biên độ rất cao (0–4 Hz), vì thế còn được gọi là giấc ngủ sóng chậm. Giấc ngủ REM đặc trưng điển hình là tồn tại các sóng não đồ với biên độ thấp và tần số không đồng bộ (với dạng răng cưa thường gặp). Vì là sóng não không đồng bộ nên điện não REM rất giống điện não lúc thức tỉnh có hoạt động não. Mặc dù là trong trạng thái ngủ nhưng điện não đặc trưng cho sự thức tỉnh, vì các đặc điểm trên nên người ta gọi giấc ngủ REM là giấc ngủ không đồng bộ hay còn gọi là giấc ngủ nghịch thường.

## Giấc ngủ và sự phát sinh cá thể – chủng loại

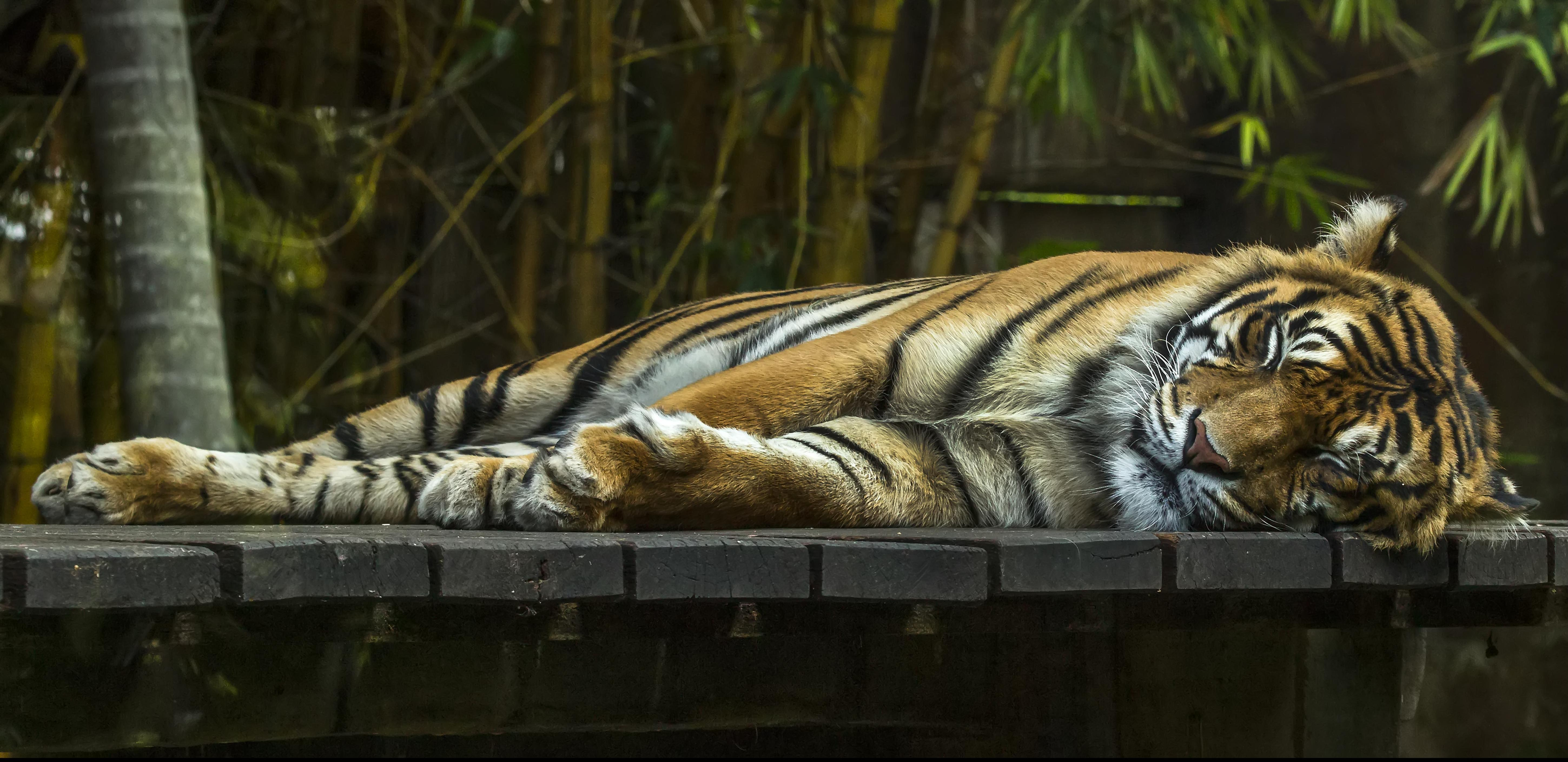
Một con hổ đang ngủ tại vườn bách thú nước Australia

Chưa dừng lại ở đó, câu hỏi lại tiếp tục được đặt ra đó là quá trình ngủ đã biến chuyển và tiến hóa như thế nào trong giới động vật. Đặc biệt là về sự hình thành và phát triển ra sao, như thế nào đối với loài người; điều này là quan trọng và thực sự cần thiết bởi vì nó cung cấp các manh mối, bằng chứng giải thích cho các chức năng sinh lý, các cơ chế thần kinh tùy thuộc loài và trật tự ẩn đằng sau, hơn nữa còn có thể đưa ra sự thống nhất chung và phá vỡ mối nghi ngờ, các tranh cãi khoa học, và thiết lập lại những định nghĩa được cho là mơ hồ và không khách quan trước đó.

### Tiến hóa giấc ngủ
Quá trình tiến hóa giấc ngủ chịu ảnh hưởng bởi nhiều nhân tố tiến hóa, bao gồm có kích thước cơ thể, tốc độ chuyển hóa tương đối, lối sống ăn thịt, khả năng định hướng con mồi, loại thức ăn mà chúng tiêu thụ, và chức năng miễn dịch. Ngủ (cụ thể là giấc ngủ sóng chậm sâu và REM) có thể nói là một tập tính tế nhị ở động vật bởi vì nó làm tăng nguy cơ bị ăn thịt từ những loài động vật khác. Điều này có ý nghĩa rằng là, khi giấc ngủ tiến hóa lên các bậc cao hơn, thì cố nhiên các chức năng tự thể phải mở rộng thêm thuộc tính (chọn lọc) nhằm tạo điều kiện thuận lợi và trọng yếu cho khả năng sinh tồn trong trường hợp các mối nguy hại hiện hữu. Dựa trên hiện thực khách quan, các công trình nghiên cứu khoa học về hành vi ngủ trên nhiều loài sinh vật khác nhau đã cung cấp cái nhìn tổng quát toàn diện, giải thích rằng làm thế nào chúng nó có thể làm giảm đi mối nguy này bằng cách tự tiến hóa cơ chế sinh lý của riêng nó hoặc nương tựa vào môi trường sống xung quanh để bảo vệ bản thân mình. Vì vậy, việc nghiên cứu sự tiến hóa của giấc ngủ có thể đưa ra các chứng cứ vững chắc, đáng tin cậy, không chỉ là nói đến khuynh hướng phát triển đi lên và các cơ chế sinh học, mà còn nói lên rằng nó là một quá trình thích nghi với các biến cố đến từ môi trường, tăng cường khả năng sinh tồn đối với hầu như tất cả mọi muôn loài sinh vật tồn tại trên Trái Đất này.
Thách thức đặt ra trong nghiên cứu tiến hóa giấc ngủ đó chính là chỉ thấy bộ phận mà không thấy toàn thể. Các dữ kiện thông tin thu thập được mới chỉ giới hạn ở ngành động vật có xương sống, và ngành chân khớp. Cùng với tập hợp dữ liệu hiện có, vận dụng phương pháp nghiên cứu so sánh sẽ giúp xác định quá trình ngủ đã tiến hóa như thế nào. Có một câu hỏi tiếp theo mà các nhà khoa học đang đau đầu và cố gắng tìm kiếm câu trả lời thông qua những đợt nghiên cứu như thế này, đó là liệu rằng giấc ngủ tiến hóa chỉ trong một lần, hay là phải trải qua nhiều lần với mức độ ngày càng hoàn thiện hơn. Để giải rõ điều này, họ nghiên cứu về những điểm tương đồng và khác biệt của các loại giấc ngủ trên nhiều lớp động vật khác nhau khi mà lịch sử tiến hóa của chúng hoàn toàn được biết đến rộng rãi.

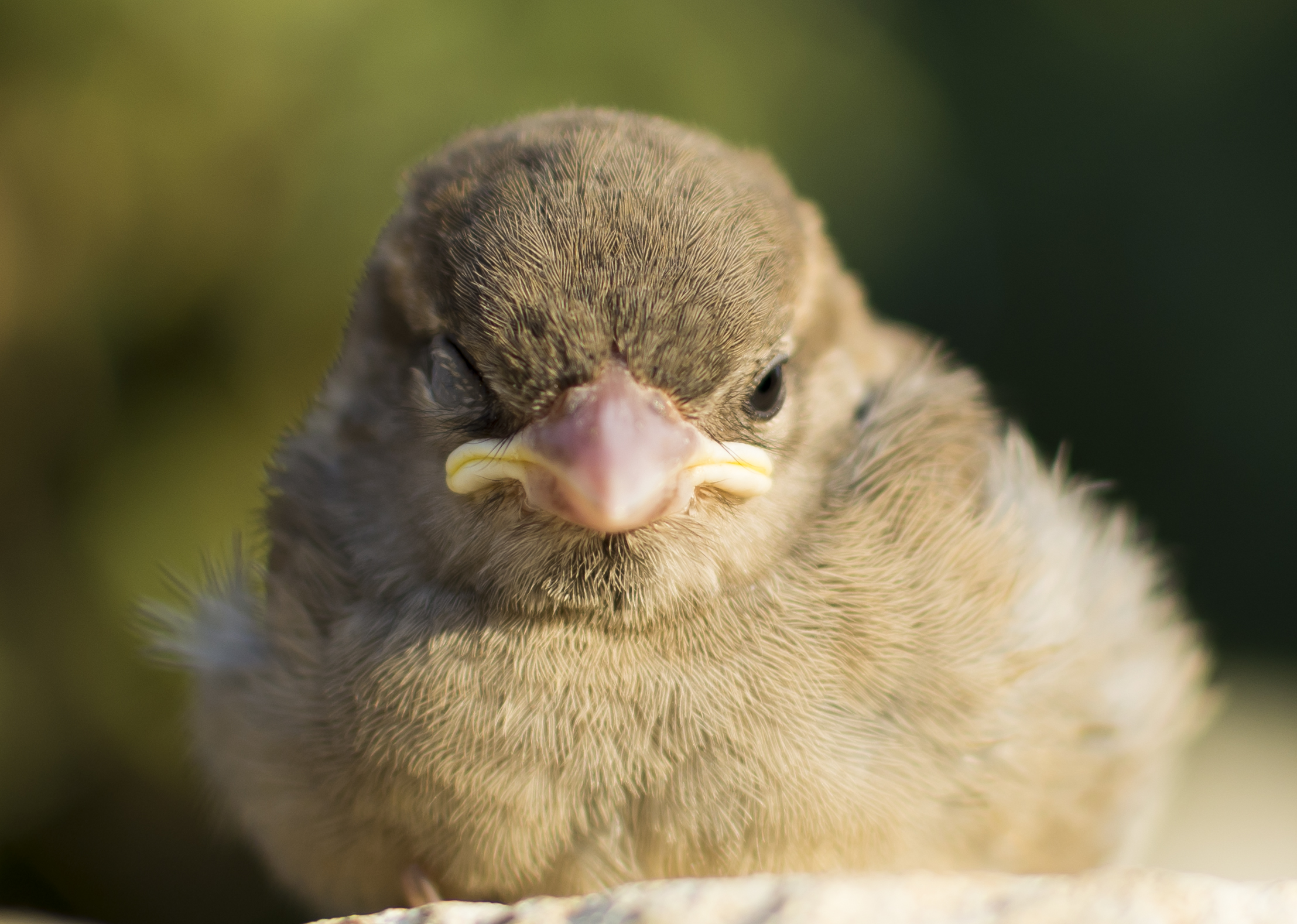
Một loài Passer domesticus đang trong giấc ngủ sóng chậm một bên bán cầu đại não (USWS).

Con người sở hữu cả hai giấc ngủ sóng chậm và giấc ngủ REM, cả hai pha này mắt đều nhắm và các biến đổi điện não diễn ra trong phạm vi của cả hai bán cầu đại não. Phạm vi nghiên cứu cũng mở rộng ở nhiều loài động vật có vú khác. Một cuộc nghiên cứu đã cho thấy rằng loài thú lông nhím chỉ có giấc ngủ sóng chậm (non-REM). Điều này dường như muốn ám chỉ ra rằng là trong diễn biến cơ bản của tiến hóa sinh học, cơ chế REM bắt đầu xuất hiện chỉ sau khi phân lớp Theria được hình thành. Nhưng rồi sau đó bùng nổ những cuộc tranh cãi giữa các nhà khoa học, có các chứng cứ phản biện lại lập luận trên tuyên bố rằng khả năng thú lông nhím nó đã kết hợp cả hai pha ngủ thành một trạng thái ngủ duy nhất. Những cuộc nghiên cứu khác mô tả dạng ngủ khác thường đặc biệt ở phân bộ cá voi có răng (chẳng hạn như là cá heo và cá heo chuột). Đây là dạng giấc ngủ sóng chậm một bên bán cầu đại não (USWS). Tại bất kỳ thời điểm nào trong chế độ ngủ này, điện não đồ của một bên bán cầu não cho thấy các kiểu sóng ngủ đặc trưng, trong khi đó hoạt động điện ghi lại ở bên bán cầu còn lại biểu thị ra các dạng sóng nhanh tần số cao biên độ thấp tức là thuộc trạng thái tỉnh thức. Trong một số trường hợp, con mắt tương ứng của bên bán cầu não không "ngủ" đó mở ra. Như vậy cho phép các loài động vật giảm thiểu đi nguy cơ bị ăn thịt đồng thời là giúp chúng có thể ngủ trong khi đang bơi ở dưới nước, mặc dù là chúng cũng có thể ngủ và ngưng sự vận động hoàn toàn nếu chúng muốn.
Người ta đã phát hiện ra sự tương quan về giấc ngủ giữa lớp thú và lớp chim, và cụ thể hơn là các loài chim cũng có giấc ngủ SWS và REM tương tự như ở động vật có vú, các quan sát có được bao gồm nhắm cả hai con mắt lại, và giảm trương lực cơ,... Tuy nhiên, tỷ lệ giấc ngủ REM ở loài chim thì thấp hơn. Cũng vậy, một số loài chim chúng có thể ngủ với tình trạng mắt nhắm mắt mở nếu có sự nguy hiểm trong môi trường của nó đang tồn tại (bị ăn thịt chẳng hạn). Chính vì điều đó nên cho phép chúng có khả năng thực hiện giấc ngủ trên không trung; bởi do giấc ngủ chiếm giữ vai trò vô cùng quan trọng và rằng bản năng sinh tồn thúc đẩy vận hành các cơ chế chuyên biệt giúp thực thi khả năng bay liên tục hàng tuần mà không biết mỏi mệt, lý luận này thật không có gì khó hiểu và kết quả đã quá rõ ràng. Thế nhưng, hiện tượng ngủ trên bầu trời vẫn chưa được quan sát các điện não đồ điển hình của nó, cho đến tận bây giờ chưa được chứng minh và kho dữ liệu vẫn trống không. Trong tương lai hẳn nhiên phải có thêm nhiều công trình nghiên cứu hơn nữa để có thể giải thích là liệu rằng loài chim có thực sự là ngủ trên trời hay không, hay là phải có một cơ chế sinh hóa đặc thù nào đó nhằm đảm bảo và duy trì tổng trạng thể lực trong quãng bay đường dài khi mà hành vi ngủ không được thực hiện.
Không như các loài chim, thì giấc ngủ của các loài bò sát có rất ít các đặc điểm nhất quán với loài người. Nhìn chung những gì quan sát thấy được đó là lớp bò sát không có giấc ngủ REM.
Ở các loài động vật không có xương sống, giới nghiên cứu cũng gặt hái được những thành tựu quan trọng cũng như là các thông tin hữu ích đáng kể. Ví dụ như là loài ruồi giấm (Drosophila) thường được dùng trong các cuộc thí nghiệm về di truyền hay là loài ong mật. Người ta đã khám phá ra được một vài cơ chế giấc ngủ ở những loài động vật như thế này, trong khi đó còn lại là những bí ẩn chưa được giải đáp như "người mù sờ voi." Đặc biệt những đặc trưng của một giấc ngủ là như thế nào đã được xác định và nghiên cứu kỹ càng chính xác, bao gồm có sự kém đáp ứng đối với các tín hiệu hướng cảm giác, bất động các râu, suy giảm đi đáp ứng vận động, các phản xạ...
Sự thật là cả hai dạng giấc ngủ đều được quan sát thấy ở động vật có vú và lớp chim, nhưng không tìm thấy các đặc điểm tương tự trên điện não đồ của lớp bò sát (có vẻ như thiên về điện não trung gian); điều này ngụ ý rằng là diễn biến tiến hóa ngủ độc lập ở cả hai loài trên. Để chứng minh giả thuyết này thì có lẽ các nhà khoa học sẽ phải vất vả hơn nhiều nữa, xem coi liệu rằng có phải là EEG và giấc ngủ có ý nghĩa tương quan về chức năng sinh học với nhau, và những biến đổi thu nhận được có thực sự là tiến hóa, hay chỉ đơn thuần là sự phản ánh đặc tính và tập tính của từng loài sao cho phù hợp với sinh giới tự nhiên. Hơn cả nữa là các cuộc nghiên cứu như thế cố nhiên nếu chúng thành công mỹ mãn đến độ phá vỡ được nguyên lý tảng băng trôi, thì điều này sẽ càng mở rộng kiến giải, nắm bắt toàn vẹn, biết rõ và hiểu thấu vai trò của quá trình sinh lý quan trọng này đối với thuộc tính khả biến thần kinh dài hạn đặc biệt đối với các loài sinh vật chiếm giữ cơ cấu hoạt động thần kinh cấp cao cần thiết cho quá trình sinh tồn của chúng.
Theo Tsoukalas (2012), giấc ngủ REM là quá trình biến hóa sinh học để tiến hóa về mặt chức năng, của một cơ chế phòng thủ loài đó chính là phản xạ chết cứng (tonic immobility). Phản xạ này cũng được biết với cái tên là hiện tượng bị thôi miên hay giả chết, được coi là phương án cuối cùng trong các cơ chế bảo vệ chúng khỏi sự tấn công của các loài thú ăn thịt khác. Đặc điểm của trạng thái này là sự bất động toàn phần cơ thể giống như chết của loài sinh vật (lấy ví dụ so sánh trong trường hợp này và cũng điển hình nhất đó là "năng lực diễn sâu của loài thú có túi ôpôt"). Khi nghiên cứu về hiện tượng học và sinh lý học thần kinh về khả năng này, họ đã nhận ra rằng có những sự tương đồng đáng kể với giấc ngủ REM, sự thực tất yếu này đã phản bội lại mối quan hệ tiến hóa theo như dự đoán của các nhà khoa học, cũng như là đánh đổ đi các hệ thống lý luận vững chắc và niềm tin kiên cố xoay quanh nó. Cụ thể rõ ràng hơn là, cả hai trạng thái này đều có biểu hiện hoạt hóa hệ giao cảm, kiểm soát và điều chỉnh xung động nơron vùng thân não, tê liệt hóa các cơ làm cho giảm trương lực, và biến đổi điểm điều nhiệt ở vùng dưới đồi qua các cơ chế feedback thần kinh. Chính lý thuyết mới này đã thống nhất toàn vẹn nhiều phát hiện nghiên cứu trước đó lại thành một thể có cơ cấu tổ chức, phù hợp với tiến trình tiến hóa qua các loài trong sự sống.

### Ngủ qua các giai đoạn phát triển và sự lão hóa
Nghiên cứu mối quan hệ giữa giấc ngủ và sự phát triển cá thể, đó là về sự khác biệt nhau về tuổi của các loài sẽ ảnh hưởng như thế nào đến giấc ngủ, điển hình là trong giai đoạn phát triển và lão hóa. Trong số các loài động vật có vú thì loài sơ sinh có thời gian ngủ dài nhất. Đối với trẻ em trung bình có 8 tiếng giấc ngủ REM và 8 tiếng ngủ NREM. Ngoài ra thì các giai đoạn của giấc ngủ cũng có sự dao động lớn trong vài tuần đầu phát triển ở trẻ sơ sinh, và có một số nghiên cứu đã cố gắng vạch ra mối tương quan giữa điều này với lại mức độ tự lập của trẻ sau này. Trong vòng vài tháng kể từ thời điểm sau sinh, đáng chú ý là phần trăm giấc ngủ REM trong chu kỳ ngủ giảm xuống. Khoảng thời gian khi mà đứa trẻ đã trở thành người lớn, và theo quy ước trung bình giấc ngủ là 8 tiếng, thời gian giấc ngủ REM chỉ có trong một tiếng, và còn lại NREM chiếm tới 6–7 tiếng. Điều này không chỉ đúng đối với loài người, mà còn ở nhiều loài động vật trong thời điểm vẫn lệ thuộc vào cha mẹ kiếm thức ăn cho chúng, đó là trong giai đoạn phát triển nhịp ngủ thay đổi hẳn, SWS sẽ tăng và giấc ngủ nghịch thường (PS) giảm. Bằng sự quan sát các kết quả đo lường được, người ta nhận thấy rằng là trong những năm tháng đầu đời, thời lượng giấc ngủ REM rất cao so với các giai đoạn ngủ khác, khi mà khả năng phát triển là mạnh nhất, các nơron thần kinh vô cùng dồi dào và phong phú hơn hẳn với số lượng bậc nhất. Chính vì điều đó nên trẻ có thể học ngôn ngữ mới dễ dàng, phát triển và tăng cường những chức năng hoạt động thần kinh cấp cao, tư duy cụ thể và trừu tượng,... như vậy là đã đủ để tạo ra tiền đề quan trọng để các nhà khoa học họ thiết lập nên giả thuyết rằng giấc ngủ REM có thể tạo động lượng cho sự phân chia sợi nhánh và tăng sinh sợi trục, mở rộng đuôi gai và gắn kết các synap thần kinh, tạo điều kiện thuận lợi cho sự phát triển não bộ ngay từ giai đoạn rất sớm. Tuy nhiên là học thuyết này vẫn còn nằm trong vòng tranh cãi khi có nhiều nghiên cứu mâu thuẫn lẫn nhau.
Hành vi ngủ trải qua những biến đổi mang tính quan trọng trong thời kỳ thanh thiếu niên. Điều này có thể liên quan đến tác động từ các yếu tố xã hội, hoặc là do hormone gây ra. Thay đổi quan trọng khác đó là số giờ ngủ bị giảm đi bắt đầu từ đây cho đến giai đoạn trưởng thành. Người ta cũng đang nghiên cứu sự thay đổi của quá trình điều hòa cân bằng nội (homeostatic regulation) trong thời kỳ này. Bên cạnh đó, việc thay đổi thói quen ảnh hưởng đến các chức năng nhận thức và sự tập trung hiện vẫn đang được nghiên cứu và làm rõ. Ohayon và cộng sự đã tuyên bố rằng việc rút ngắn thời gian ngủ lại từ thời kỳ trẻ con đến tận lúc trưởng thành, thì dường như là gắn liền với các yếu tố môi trường hơn là phản ánh đặc tính sinh học tự nhiên một cách đơn điệu.

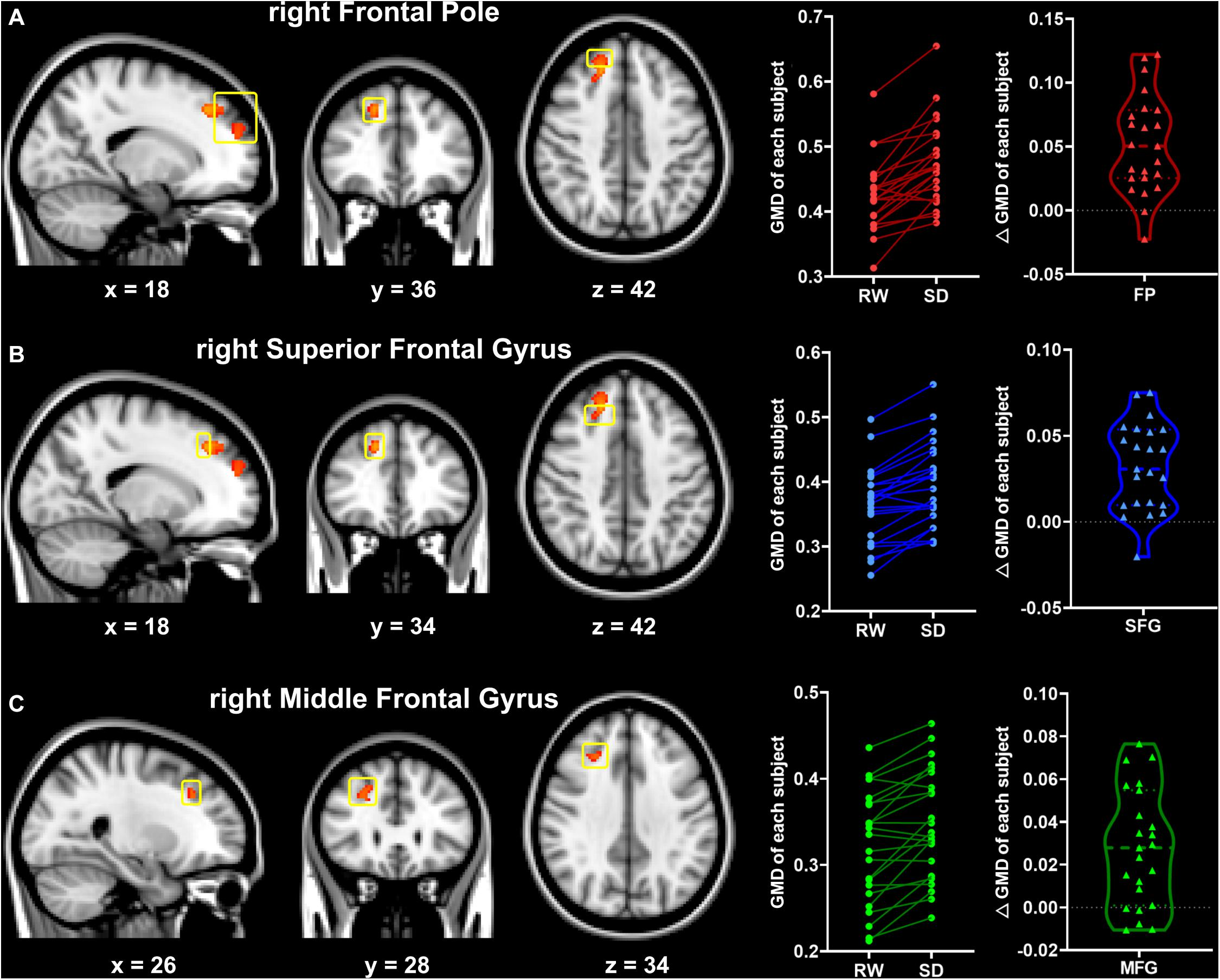
Những thay đổi đáng kể trong mật độ chất xám giữa người ngủ đủ giấc (RW) và người thiếu ngủ (SD). Có hiệu chỉnh TFCE và p < 0.05. Trong đó những vùng não quan sát được đó là cực trán phải (FP, hình A), hồi trán trên phải (SFG, hình B), và hồi trán giữa phải (MFG, hình C). Khung màu vàng đánh dấu những vùng não quan trọng. Các chỉ số x, y, z ở dưới bức hình tương ứng tọa độ không gian MNI.

Trong cơ cấu giấc ngủ ở độ tuổi trưởng thành, thời gian để đi vào giấc ngủ (sleep latency) và thời gian NREM giai đoạn 1 và 2 tăng lên cùng với tiến trình lão hóa, trong khi đó giấc ngủ REM và SWS dường như giảm. Ngoài ra nữa là những sự thay đổi như vậy thường đi kèm với các bệnh lý làm tổn hại hoạt động nhận thức như teo não (brain atrophy), và vô vàn những rối loạn thoái hóa thần kinh phát sinh trong tuổi già. Ví dụ cụ thể hơn, Backhaus và cộng sự của bà đã chỉ ra rằng có sự suy giảm trí nhớ quy nạp (declarative memory), đặc biệt là khả năng củng cố nhớ trong độ tuổi trung niên (như trong thí nghiệm của họ thì các đối tượng nghiên cứu từ 48 đến 55 tuổi). Điều này đã được chứng minh là do thời gian giấc ngủ SWS giảm đi, sự suy giảm này khởi phát ngay từ lúc 30 tuổi. Và theo như công trình nghiên cứu của Mander và cộng sự, sự teo vỏ não trước trán phần trong (mPFC) và ăn mòn chất xám, là dấu hiệu dự báo cho thấy các giai đoạn của giấc ngủ NREM đã bị phá vỡ, và biến hoại chu kỳ ngủ - thức bình thường, như vậy là chức năng củng cố nhớ cho những thông tin quan trọng đã bị xâm phạm nghiêm trọng ở người lớn tuổi. Rối loạn cân bằng giấc ngủ, chẳng hạn như là chứng ngủ rũ (ngủ quá nhiều vào ban ngày) và hiện tượng mất ngủ về đêm, là hậu quả bắt nguồn từ những căn bệnh thoái hóa thần kinh mãn tính như là bệnh Alzheimer (AD) và Parkinson (PD), gây sai hỏng chức năng sinh lý nơron và tiến triển theo hướng nặng dần, làm tổn hại đáng kể đến chất lượng sống của người bệnh.
Chính vì thế như đã đề cập ở trên, nên vấn đề ngủ trong giai đoạn lão hóa được xem là quan trọng và cần phải nghiên cứu thêm. Nhìn chung những gì quan sát được một cách phổ quát đó là nhiều người lớn tuổi không thể đi vào giấc ngủ một cách dễ dàng, tiêu tốn một lượng thời gian lãng phí cho việc thức dù rằng họ muốn ngủ và nghỉ ngơi, tình trạng như vậy nếu cứ tiếp diễn không ngừng hẳn nhiên sẽ làm giảm đi hiệu quả giấc ngủ có thể gây nên những rối loạn nội môi, suy giảm hoạt động tư duy và trí nhớ,... Nhịp sinh học cũng bị thay đổi. Các cuộc nghiên cứu vẫn đang tiếp tục được khai hóa, mục đích nhằm làm sáng tỏ những nguyên nhân nào đứng đằng sau, những thay đổi vi mô trong một cấu trúc phức tạp nhất trong vũ trụ đi từ các cấp độ phân tử, tế bào, cho đến hệ thống, hành vi và nhận thức; góp phần tạo dựng thời kỳ hoàng kim cho khoa học thần kinh (vốn đã đạt được rất nhiều thành tựu trong 50 năm qua), đồng thời tạo ra những công cụ và kỹ thuật mới, các giải pháp hoàn thiện cho việc xây dựng chế độ ngủ thích hợp và có hiệu lực thực sự giúp người già có thể thực hiện hành vi ngủ một cách bình thường, và khôi phục lại các chức năng sinh lý của ngủ lại như trước.

#### Giấc ngủ của thai nhi và giai đoạn sơ sinh

Hình ảnh minh họa cho thấy một đứa trẻ đang ngủ.

Giấc ngủ đã sớm có sự phát triển khoảng từ tuần 26 đến tuần 28 thai kỳ. Trong giai đoạn phát triển đó, đặc điểm của một giấc ngủ người lớn chưa thể nhận diện rõ ràng được. Từ tuần 30 trở đi, giấc ngủ thai nhi bắt đầu biệt hóa thành dạng tĩnh lặng và dạng hoạt động. Đối với dạng ngủ tĩnh lặng, người ta quan sát có các đặc trưng là hiện hữu sóng delta và sóng gián đoạn (trace alternant). Trace alternant mang hình thái của các sóng chậm trộn lẫn với sóng nhanh, sau đó sẽ được thay thế bằng giai đoạn SWS. Như vậy, giấc ngủ tĩnh này được xem là dạng chưa hoàn chỉnh của giai đoạn nREM ở người lớn. Bên cạnh đó, dạng ngủ hoạt động thể hiện sự thay đổi về tần số thở và nhịp tim, cùng với các cử động mắt nhanh và chậm; vì thế dạng này chính là giấc ngủ REM ở người trưởng thành nhưng chưa "chín mùi." Chuyển động mắt nhanh của trẻ trong bụng mẹ có thể quan sát được vào tuần thứ 30 của thai kỳ, và tăng biểu hiện liên tiếp đến tuần 40, sau đó giảm dần về tần suất. Khi đã đến tuần thứ 47, các giai đoạn của một giấc ngủ có thể được biệt hóa phù hợp với tiêu chuẩn của một giấc ngủ bình thường. Trong đó, các sóng gián đoạn chuyển đổi dần thành các sóng chậm.
Ở trẻ mới sinh ra, thời gian ngủ chiếm khoảng 16–18 giờ trong một ngày. Giấc ngủ có đặc tính khá là "phân mảnh," khi giai đoạn tĩnh lặng và hoạt động cạnh tranh nhau, và cứ luân phiên xuất hiện một cách nhanh chóng, dần về sau thường xuyên diễn ra sự chuyển dời từ trạng thái ngủ sang thức hơn. Phần não trước càng phát triển, tương đương khả năng kiểm soát chu kỳ ngủ - thức ngày càng hoàn thiện; ngay tại thời điểm 2 tháng tuổi, trẻ sơ sinh chỉ có thể ngủ trong vòng 4 tiếng. Khi trẻ gần tròn 1 tuổi, giấc ngủ tăng lên 7 tiếng. Quá trình ngủ cũng bắt đầu có khuynh hướng được kích hoạt vào ban đêm hơn là ban ngày. Và trong những ngày cuối cùng của năm đầu đời, toàn bộ thời gian dành cho việc ngủ ở trẻ có thể đạt tới 14 tiếng.
Các sóng EEG đặc trưng của giấc ngủ cũng bắt đầu xuất hiện khi trẻ 1 tuổi. Các thoi ngủ là các sóng đầu tiên quan sát được trong vòng 8 tuần sau sinh. 6 tháng đầu của cuộc đời, mật độ sóng thoi (số lần sóng thoi trên mỗi phút giai đoạn nREM) tăng nhanh chóng, với biên độ tăng và thời gian của sóng giảm (Tanguay và cộng sự, 1975). Những thay đổi cơ cấu sóng này được cho là phản ánh sự phát triển của hệ thống sinh lý thần kinh, bao gồm có mạng lưới các sợi đồi-vỏ, trong đó có sự tăng sinh sợi nhánh và myelin hóa nơron.
Tiến trình phát triển mạnh mẽ của não bộ gắn liền với những biến đổi đặc biệt trên giấc ngủ REM. Khi trẻ mới được sinh ra, những đứa bé này có thể từ trạng thái thức tỉnh đi vào trạng thái REM một cách trực tiếp; tuy nhiên là sau vài tháng đầu đời, giấc ngủ sóng chậm chiếm ưu thế trong giai đoạn đầu, trong khi đó giấc ngủ động (REM) chủ yếu ở giai đoạn sau của giấc ngủ. Sự phân bổ này phù hợp với loại giấc ngủ của người lớn. Tỷ lệ giai đoạn REM cũng không cố định, đối với trẻ sơ sinh thì tỷ lệ này chiếm 50% (Anders và Keener 1985) và giảm dần trong suốt quãng đời còn lại.
Tỷ lệ cực lớn của giấc ngủ REM trong giai đoạn phát triển sớm đã nói lên vai trò quan trọng của nó trong quá trình trưởng thành hóa não bộ. Roffwarg và cộng sự đã đề xướng rằng giấc ngủ REM là không thể thiếu cho sự sinh trưởng hệ thần kinh trung ương (CNS). Họ phát biểu rằng bởi vì hệ thần kinh bị giới hạn trong việc tiếp nhận các kích thích ngoại sinh khi đứa trẻ còn nằm trong bụng mẹ, cũng như là dành ít thời gian cho việc thức. Giấc ngủ REM là thực sự thiết yếu nhằm bù đắp các kích thích nội sinh để thúc đẩy sự phát triển. Nhiều nghiên cứu đã "chống đỡ" cho giả thuyết này (Mirmiran và cộng sự 2003). Chẳng hạn như là, khi dùng thuốc hay các công cụ để ức chế giấc ngủ REM trong vài tuần đầu sau sinh, kết quả thu được đó là có sự giảm sút một cách đáng kể khối lượng mô thần kinh tại vỏ não và hành não của con chuột con. Tuy nhiên rằng, với sự bổ túc của các nghiên cứu sau này, giả thuyết về sự phát triển cá thể đã được điều chỉnh lại cho phù hợp, để chứng minh giấc ngủ REM mang nhiều cơ chế quan trọng chứ không chỉ đơn giản là "bắt chước" trạng thái thức. Ức chế REM ở loài mèo con bị khuyết tật mắt một bên (monocular deprivation) sẽ gây ra tác động hủy hoại mang tính hệ thống, dù rằng là giấc ngủ này có sự tương đồng giống với lúc thức tỉnh. Hơn nữa, nhiều công trình nghiên cứu gần đây đã chứng minh rằng sự xuất hiện sớm của giai đoạn REM mục đích hạ thấp xác suất khởi động chu trình tự hủy tế bào (apoptosis) trong giai đoạn phát triển của não. Vì vậy, khi mà tiến trình "đâm chồi nảy lộc" của hệ thống thần kinh trung ương được dự đoán là sẽ bị ngừng trệ theo tuổi tác, điều này đã đặt ra sự cần thiết cho giấc ngủ này.
Song song với sự suy giảm hoạt động REM chính là tăng cường SWA (slow wave activity, tức giấc ngủ sóng chậm). Thông qua đó, phản ánh sự tăng hoạt hóa các quá trình tổng hợp synap gắn liền với giai đoạn phát triển. Chưa dừng lại ở đó, SWA được biết là gắn liền với khả năng học và củng cố ký ức trong suốt cả cuộc đời, đưa ra mối quan hệ với quá trình biến hóa synap và nặn hình cơ cấu thần kinh (synaptic plasticity). Điều quan trọng cần phải lưu ý rằng là hoạt động sóng theta (6.5–9 Hz), chứ không phải các dạng sóng chậm khác, thể hiện áp lực giấc ngủ (sleep pressure) đối với trẻ nhỏ. Trong một nghiên cứu dọc (longitudinal study) về điện não đồ của trẻ về đêm, Jenni và cộng sự đã chứng minh hoạt động theta giảm đi khi giai đoạn sóng chậm nREM diễn ra không có sự gián đoạn. Tại thời điểm 9 tháng tuổi, sự suy giảm này như phân rã theo cấp số mũ, khiến cho giấc ngủ càng có tính chất liên tục và theo chu kỳ. Vì thế tăng hoạt động sóng này có thể phản ánh sự phân tán đi khuynh hướng ổn định của một giấc ngủ bình thường.
Một cách tổng quát, những thay đổi quan trọng về cơ cấu giấc ngủ trong thời kỳ thơ ấu tương ứng với quá trình phát triển mãnh liệt của hệ CNS. Chính những biến chuyển linh động của SWA, các thoi ngủ, và giấc ngủ REM đã gắn liền với các thuộc tính sinh học như khả biến thần kinh, tăng cường dẫn truyền qua synap hiệu quả, và sản sinh ra nhiều synap hóa học. Với những điều kiện vô cùng ăn khớp và thích hợp như vậy, có thể nói rằng giấc ngủ mang vai trò cốt yếu trong việc củng cố ký ức (sleep-dependent memory consolidation, SDC) cho trẻ nhỏ.

## Sự vận hành của não bộ trong quá trình ngủ

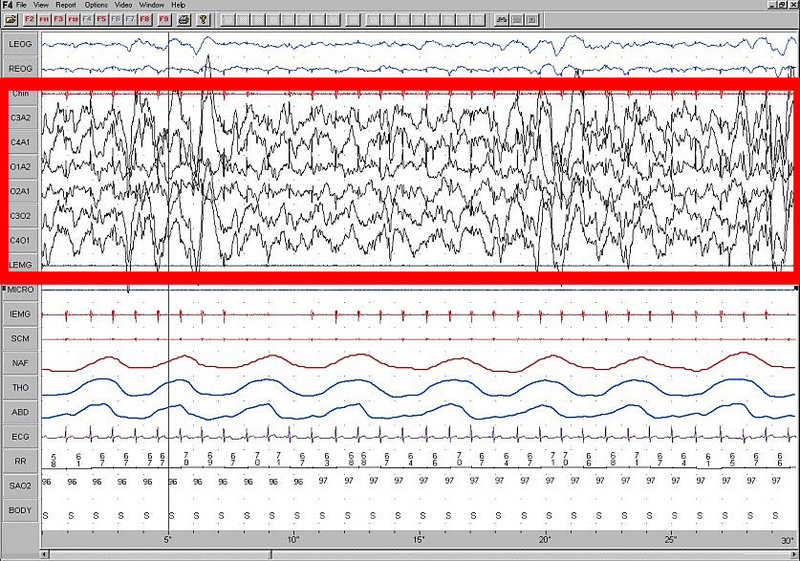
Điện não đồ của giấc ngủ sóng chậm

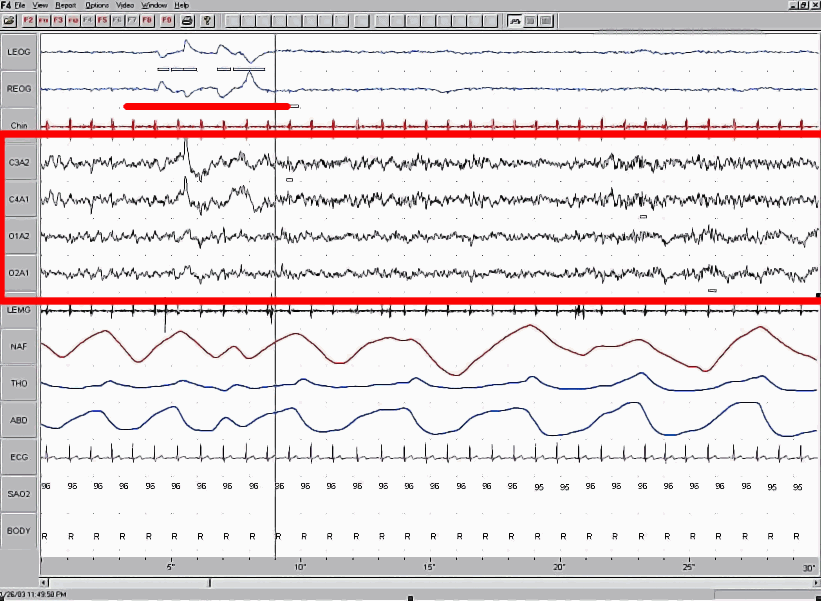
Điện não đồ của giấc ngủ REM

Biểu đồ ngủ (hypnogram) mô tả cơ cấu giấc ngủ từ khoảng thời gian nửa đêm đến 6:30 sáng, cho thấy giấc ngủ sóng chậm chủ yếu ở trong giai đoạn đầu của giấc ngủ, sau đó càng về sau cho đến khi thức giấc thì giai đoạn REM nhiều hơn. (Hiện tại NREM 3 và 4 đã gộp chung lại thành giai đoạn NREM 3.)

Nắm bắt và hiểu rõ cấu trúc lẫn chức năng như hai mặt của một đồng xu, bởi vì đây là hai phạm trù không thể tách rời nhau thông qua mối liên kết vật lý. Cũng vậy nhận biết sự vận động của nhiều vùng não khác biệt trong hiện tượng ngủ có thể cho ta các lý thuyết khoa học thần kinh cơ bản về chức năng ngủ, điển hình là các sóng não và đặc trưng của điện năng dao động trong từng trạng thái một, tạo điều kiện thuận lợi cho sự mô hình hóa các hoạt động lượng tử vốn vô cùng tinh vi và khó hiểu cho một hiện tượng được xem là tách rời với ý thức (consciousness). Người ta đã quan sát được rằng là các điện thế hoạt động vẫn còn hiện diện bình thường trong tất cả các giai đoạn xuyên suốt chu kỳ ngủ, mặc dù chúng diễn ra ở những khu vực khác nhau trong não bộ. Như vậy là, trái với niềm tin phổ biến của nhiều người thời đó, bộ não không bao giờ bị bất hoạt hoàn toàn trong lúc ngủ, các mạng lưới nơron vẫn mang khả năng hưng phấn âm ỉ và tiềm tàng, và các tín hiệu chưa thể bị dập tắt (điều này chỉ xảy ra khi chết não toàn phần hay chết sinh học). Cũng vậy, cường độ của giấc ngủ đặc trưng bởi các bước sóng chậm với tần số thấp, và để đảm bảo sự cân bằng cho hệ thống thần kinh trung ương, thì những vùng não nào hoạt động mạnh mẽ trong khoảng thời gian dài, tương ứng vùng đó cần kích hoạt các bước sóng chậm nhiều hơn, nghĩa là các nơron tùy thuộc vào mức độ kích thích chúng sẽ vào trạng thái nghỉ thích hợp, bởi là do các tế bào thần kinh khi chúng bị kích thích quá mức sẽ bị bão hòa, hay tệ hơn nữa là đi vào chu trình chết, hơn nữa con người trong một ngày không biết đã tiếp nhận bao nhiêu loại tín hiệu kích thích đầu vào, nhưng một điều chắc chắn là vô cùng nhiều chẳng hạn như ánh sáng, âm thanh, nhiệt độ, các cảm giác thuần túy như vị giác, thân thể, mùi vị,... Một điều đáng lưu ý nữa là các nơron không thể tái sinh như những tế bào bình thường khác, do vậy việc giữ trạng thái cân bằng của một hệ thống đảm đương các chức năng thực vật (nhịp thở, nhịp tim,...) và hoạt động cấp cao như tư duy, sự điều kiện hóa, ra quyết định, định hướng kế hoạch và thiết lập nó, trí thông minh, ý chí tự do,... là vô cùng quan trọng, và cố nhiên một tuyên bố khoa học rằng con người nói riêng dành 1/3 cuộc đời cho việc ngủ là không phải bàn cãi (tuy nhiên vẫn còn "hạt sạn" tùy từng đặc tính nơron của các cá thể riêng biệt). Việc sử dụng các phương thức hình ảnh như là PET và fMRI, kết hợp với kết quả điện não đồ, sẽ cung cấp những bằng chứng một cách chính xác, có ý nghĩa và đáng tin cậy cho sự khám phá những vùng nào thuộc não bộ tham gia tạo ra những tín hiệu sóng đặc trưng và xác định chức năng của nó là gì.

### Lịch sử phát triển mô hình các giai đoạn giấc ngủ
Vào năm 1937, Alfred Lee Loomis và đồng nghiệp của ông lần đầu tiên đã mô tả các giai đoạn của một giấc ngủ, bằng cách phân lập những EEG sở hữu đặc điểm khác nhau thành 5 mức độ (A đến E), từ đó có thể đưa ra được các dạng sóng cơ bản và thể hiện sự phân bố lần lượt theo tần số và biên độ, đi từ trạng thái thức sang trạng thái ngủ sâu. Vào năm 1953, người ta phát hiện ra loại EEG mới, chính là điện não động của giấc ngủ REM, và chính vì thế mà William C. Dement và Nathaniel Kleitman đã tái phân loại lại thành 4 giai đoạn NREM và 1 giai đoạn REM. Các giai đoạn của giấc ngủ cũng được tiêu chuẩn hóa vào năm 1968, bởi Allan Rechtschaffen và Anthony Kales trong cuốn "cẩm nang khả kiến tín hiệu giấc ngủ của R&K."
Trong tiêu chuẩn R&K, giấc ngủ NREM được chia thành 4 giai đoạn, với giai đoạn 3 và 4 là giai đoạn giấc ngủ sóng chậm. Trong giai đoạn 3, trong tất cả các dạng sóng thì phần trăm của sóng delta là bé hơn 50%, trong khi đó ở giai đoạn 4 thì ngược lại. Hơn nữa, REM thỉnh thoảng được coi như là giai đoạn thứ 5 của một giấc ngủ. Năm 2004, Viện Hàn lâm Y học về Giấc ngủ của Mỹ (AASM) đã kiểm duyệt lại hệ thống các tín hiệu điện khai thác được mà Rechtschaffen và Kales đã mô tả trong cuốn cẩm nang, thông qua việc nghiên cứu đo lường các điện não thực sự trên một nhóm người nhất định. Và kết quả là đã có một vài sự thay đổi, mà quan trọng nhất đó là giai đoạn 3 và 4 của chu kỳ giấc ngủ hợp nhất lại thành N3. Vào năm 2007, các tín hiệu đã sửa đổi và hiệu chỉnh được xuất bản trong một cuốn sách có tên là Cẩm nang AASM cho tín hiệu giấc ngủ và các sự kiện liên quan. Trong đó, có đề cập đến những biến đổi sinh học chẳng hạn như là tình trạng hô hấp, nhịp tim, trương lực cơ, cử động mắt và sự chuyển động thân thể.

### Diễn biến giấc ngủ NREM

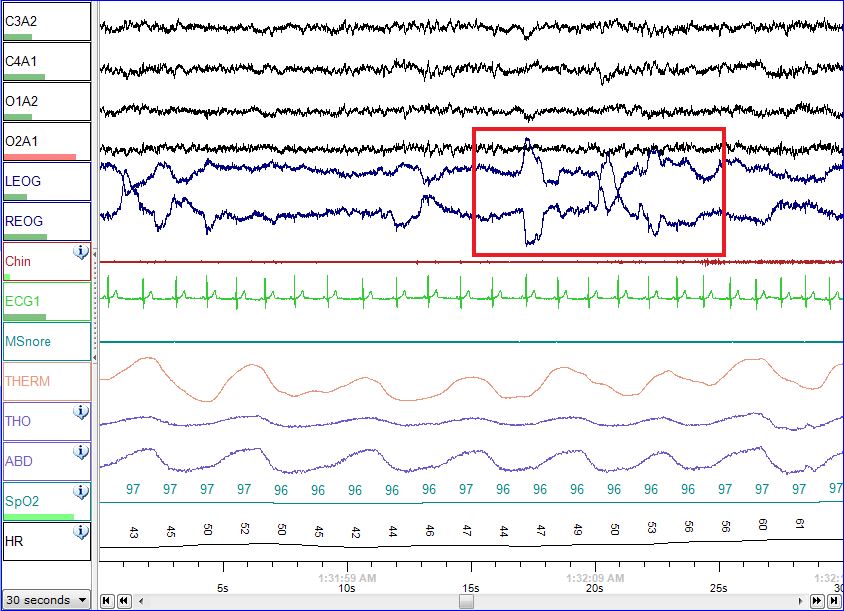
PSG quan sát được trong 30 giây của giấc ngủ REM. Khung đỏ đánh dấu thể hiện các chuyển động mắt trên các đối tượng.

Giấc ngủ NREM đặc trưng bởi sự suy giảm lưu lượng dòng máu đến toàn bộ não. Nó cấu thành xấp xỉ khoảng 80% tổng thời gian ngủ ở người trưởng thành. Thoạt đầu, người ta cho rằng cấu trúc thân não – cơ quan tập hợp nhiều nhân xám với chức năng duy trì dòng chảy của ý thức – sẽ bị bất hoạt hoàn toàn trong lúc quá trình ngủ diễn ra, nhưng sau đó đã có các nghiên cứu dùng kỹ thuật ghi hình bằng bức xạ positron (PET) với độ phân giải còn thấp, giúp ghi lại các hoạt động chuyển hóa ở mức độ tế bào, phân tử. Kết quả cho thấy rằng là vẫn còn ngấm ngầm hoạt động sóng chậm diễn ra tại thân não. Tuy nhiên là, những phần khác của não bộ, bao gồm có hồi trước chêm (precuneus), nền não trước (basal forebrain), các nhân nền (basal ganglia) đều bị bất hoạt trong trạng thái ngủ. Nhiều địa hạt vỏ não cũng đồng thời bị bất hoạt, nhưng với mức độ khác nhau. Ví dụ như là, vùng vỏ não trước trán dưới trong (vmPFC) hay còn gọi là vùng vỏ thùy giữa trán, được xem là bị bất hoạt mạnh nhất, trong khi đó đối với vùng vỏ não sơ cấp thì ngược lại.
Giấc ngủ NREM đặc trưng bởi tính chất dao động chậm, những đợt sóng nhanh tự phát (spindle) và sóng delta. Dựa trên các quan sát thực nghiệm, sự xuất hiện của những bước sóng chậm được cho là bắt nguồn từ vỏ não, và khi có những tổn thương xảy ra từ những vùng khác như các cấu trúc dưới vỏ thì không ảnh hưởng đáng kể lắm đến hoạt động điện não này. Sóng delta được tạo nên bởi những vùng nơron giữa cấu trúc đồi thị và lớp vỏ, trong đó có thể hiện sự liên kết của các mạch nơron tương ứng. Trong quá trình ngủ, đồi thị ngừng chuyển giao thông tin cảm giác cho não bộ, tuy nhiên là nó vẫn có thể tự sản sinh ra các xung động thần kinh thông qua các sợi chiếu truyền thẳng lên vỏ não. Những dạng sóng này được tạo ra trong đồi thị ngay cả khi vỏ não không hiện diện, nhưng dưới các luồng xung gai ly tâm từ vỏ não, các dao động như thế này có thể diễn ra một cách đồng thời bởi sự đốt cháy của các cụm nơron lớn, điều này có nghĩa rằng là chính sự hiện diện của vỏ não đã làm cho các sóng do cấu trúc đồi thị phát ra trở nên mạnh hơn và có tính đồng bộ cao hơn. Các nghiên cứu đã chỉ ra rằng, chỉ bằng việc phá hủy vỏ não một bên, không chỉ hủy hoại các chức năng của đồi thị trong việc tạo ra dao động thoi (spinde), mà còn "san bằng" sự mạch lạc của các dao động với quy mô lớn. Trong đó nhân lưới của cấu trúc đồi thị được coi là bộ máy tạo nhịp (pacemaker), và chịu trách nhiệm cho việc tạo ra các thoi ngủ trong giai đoạn ngủ NREM. Thật vậy điều này đã được chứng minh bằng cách kích thích xung điện vào đồi thị, sẽ dẫn đến sự phát sinh thứ phát và tăng cường quá trình khử cực của các nơron vùng vỏ, và hơn nữa là làm tăng biên độ các xung thần kinh, kết quả là các điện thế hoạt động này tự duy trì chính nó thông qua cơ chế điều hòa ngược dương tính giữa vỏ não và đồi thị. Những nhà khoa học cho rằng đợt sóng thoi giai đoạn NREM là thiết yếu trong việc ngắt các luồng tín hiệu cảm giác hướng tâm lên vỏ não, và đồng thời là cho phép dòng chảy của các ion calci đi vào bên trong tế bào thần kinh, chính vì lẽ đó nên khả năng đóng vai trò quan trọng trong xây dựng Tính tạo hình thần kinh (neuroplasticity).

#### NREM 1
Giai đoạn NREM 1 (N1 – giấc ngủ nông, trạng thái lơ mơ, ngủ gà ngủ gật – chiếm 5–10% tổng lượng giấc ngủ của người trưởng thành): Đây là giai đoạn chuyển tiếp giữa thức và ngủ, và thỉnh thoảng xảy ra khoảng giữa giai đoạn ngủ sâu và REM. Các cơ bắp vẫn còn trong tình trạng hoạt động, và đồng tử cử động chậm rãi, mắt mở và đóng một cách vừa phải. Điện não bắt đầu dịch chuyển từ tín hiệu sóng alpha có tần số 8–13 Hz (phổ biến trong trạng thái thức) sang tín hiệu sóng theta với tần số là 4–7 Hz. Hiện tượng rung giật cơ đột ngột lúc ngủ (hypnic jerks), hay còn gọi là dấu co giật dương tính (positive myoclonus), trong giai đoạn khởi điểm giấc ngủ này có thể xuất hiện. Một số người cũng có thể trải nghiệm ảo giác thôi miên giấc ngủ (hypnagogic hallucinations) trong giai đoạn này. Trong NREM1, con người có sự mất đi trương lực cơ ở một số cơ nhất định, và hầu như vẫn còn năng lực ý thức đối với môi trường xung quanh.:13–23

#### NREM 2
Giai đoạn NREM 2 (N2 – chiếm 45–55% tổng lượng giấc ngủ): Trong giai đoạn này, sóng theta đã bắt đầu hình thành, và người ngủ dần dần khó bị đánh thức hơn; tính đơn điệu của các sóng alpha của giai đoạn trước đó bị phá vỡ, bởi sự xuất hiện các tín hiệu khác, đó là các thoi ngủ (sleep spindles) hay còn gọi là thoi đồi vỏ não (thalamocortical spindles) và phức hợp K. Thoi ngủ có tần số dao động từ 11 đến 16 Hz (phổ biến nhất là 12–14 Hz). Trong NREM 2, hoạt động mô cơ giảm xuống rõ rệt trên kết quả điện cơ đồ (EMG), và khả năng ý thức của cá thể mất hẳn.

#### NREM 3

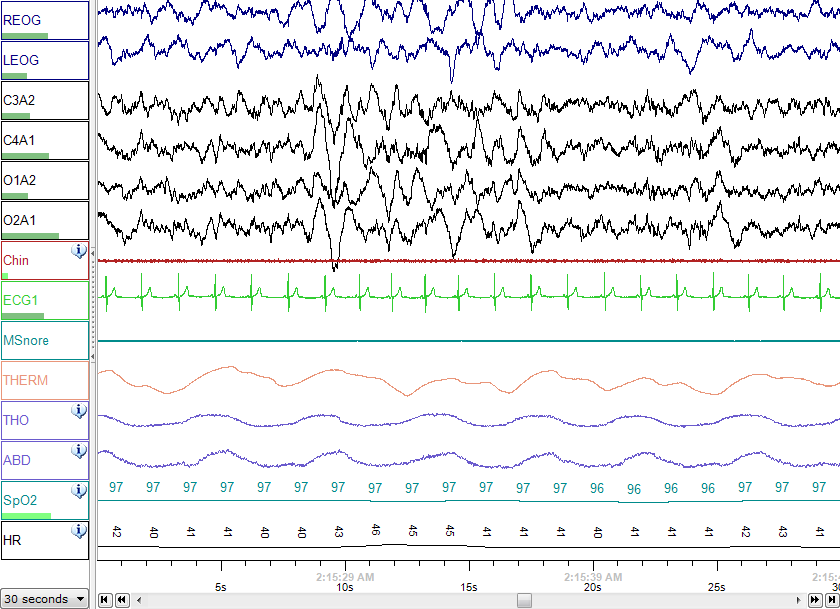
Một epoch 30 giây ghi lại được giấc ngủ sâu giai đoạn N3.

Giai đoạn NREM 3 (N3 – chiếm 15–25% tổng lượng giấc ngủ): Trước đây được chia thành giai đoạn 3 và 4, đây là giai đoạn giấc ngủ sóng chậm (SWS) hay còn gọi là giấc ngủ sâu. SWS đặc trưng bởi những bước sóng delta biên độ rất cao với tần số thấp hơn 3.5 Hz, vùng trước thị (preoptic area) trong vùng dưới đồi (hypothalamus) đóng vai trò quan trọng, nếu không muốn nói là tuyệt đối cần thiết, trong việc kích hoạt giấc ngủ này; và là nơi đầu tiên phát xung lan tỏa cho các cấu trúc lân cận và hoạt hóa hệ ngủ. Người ngủ trở nên kém đáp ứng hơn rất nhiều đối với môi trường, các kích thích không còn có thể làm hưng phấn các nơron nữa (trừ khi quá mạnh). Giấc ngủ sóng chậm là giai đoạn mà khi đó con người rơi vào trạng thái nghỉ ngơi tuyệt đối, là giai đoạn loại bỏ cảm giác buồn ngủ chủ quan nhiều nhất trong các dạng giấc ngủ, giúp khôi phục năng lượng cho việc thực hiện các chức năng thần kinh cấp cao, tạo động cơ thúc đẩy các hành vi mang tính bản năng cho sự sinh tồn của cá thể.
Giai đoạn này đặc trưng bởi có sóng delta (chiếm tối thiểu 20%), tần số từ khoảng 0.5–2 Hz và có biên độ đỉnh tới đỉnh >75 μV. (Tiêu chuẩn EEG đã ra định nghĩa rằng sóng delta phải có tần số từ 0 đến 4 Hz, nhưng đối với tiêu chuẩn giấc ngủ cả hai đều được chấp thuận trong mô hình gốc của R&K (Allan Rechtschaffen và Anthony Kales đã nêu ra trong cuốn "cẩm nang khả kiến tín hiệu giấc ngủ của R&K."), và cập nhật năm 2007 trong cuốn sách hướng dẫn của AASM đã xuất bản thì chính thức sử dụng tần số 0.5–2 Hz). Đây cũng là giai đoạn khả năng sẽ xuất hiện các rối loạn giấc ngủ chẳng hạn như là ác mộng về đêm, đái dầm, mộng du, nói mớ. Nhiều mô hình vẫn còn cho ra giai đoạn N3 với sóng delta tỷ lệ 20–50%, và giai đoạn N4 sóng delta >50%; trong khi vốn dĩ đã được tiêu chuẩn hóa và kết hợp lại chỉ mô tả giai đoạn N3.

### Biến đổi điện hóa trong giấc ngủ REM
Giai đoạn REM (giấc ngủ REM – chiếm 20–25% tổng lượng giấc ngủ của một người trưởng thành): Giấc ngủ REM là trạng thái mà hầu hết các cơ bắp đều bị tê liệt, và nhịp tim, nhịp thở và nhiệt độ trở nên không ổn định, thất thường và không đều. Hệ thống các tế bào thần kinh sẽ kích hoạt giấc ngủ REM, thông qua sự phóng thích ra các phân tử dẫn truyền acetylcholine, và ngược lại sẽ bị ức chế khi giải phóng các monoamine bao gồm có serotonin. REM được xem là giấc ngủ nghịch thường bởi do là EEG của người ngủ biểu hiện ra những sóng não mang tần số cao tương đương với trạng thái thức, và là giai đoạn khó bị đánh thức hơn các giai đoạn giấc ngủ khác. Buổi sáng thức dậy thường là vào giấc ngủ này, pha REM tăng dần theo thời gian và đạt đỉnh lúc sáng sớm. Các dấu hiệu sinh tồn đã chỉ ra rằng động học não và mức độ tiêu thụ oxy thậm chí còn cao hơn cả lúc thức. Giấc ngủ REM đặc trưng bởi sự tăng cường lưu thông khối lượng máu lưu hành qua toàn bộ não, điều mà cứ ngỡ rằng chỉ có ở trạng thái thức. Sự thật là như vậy, khi nhiều vùng vỏ não được các chuyên gia lĩnh vực thần kinh học tiến hành kỹ thuật ghi lại lưu huyết não, và phát hiện được rằng là thể tích dòng máu chảy qua não trong giấc ngủ REM nhiều hơn khi thức giấc – các khu vực máu lưu chuyển gồm có là hồi hải mã, liên vùng thái dương-chẩm, một số vùng vỏ não, và phần nền não trước. Hệ viền và cận viền trong đó có cấu trúc phức hợp hạnh nhân là khu vực thần kinh cũng hoạt động trong tiến trình giấc ngủ REM. Dù rằng là điện thế hoạt động của não trong giấc ngủ REM rất giống với trạng thái thức tỉnh, tuy nhiên điểm cốt lõi để tạo ra sự khác biệt đó chính là tính hưng phấn của mô thần kinh, tức là khả năng đáp ứng lại với kích thích của môi trường trong REM kém nhạy hơn so với khi thức, và đồng nghĩa với việc tính ức chế lấn át hơn. Tất cả những điều này, cùng kết hợp với hiện tượng dập tắt tạm thời của các nơron thuộc sợi monoaminergic trong não bộ, là những bằng chứng xác đáng và vững chắc nhất cho thấy rằng giai đoạn ngủ REM đang diễn ra.
Một đứa trẻ sơ sinh dành khoảng từ 8 đến 9 tiếng một ngày cho giấc ngủ REM. Khi trẻ đã 5 tuổi trở lên, lượng thời gian thu hẹp lại chỉ cỡ khoảng 2 tiếng. Giới khoa học hiện tại vẫn chưa thể biết chắc chắn rằng ý nghĩa sinh học thật sự của giấc ngủ REM là như thế nào, nhưng không còn nghi ngờ gì nữa về việc thiếu hụt nó sẽ làm tổn hại đến khả năng học các công việc, nhiệm vụ phức tạp. Tình trạng tê liệt các cơ và mất trương lực trong giấc ngủ REM đóng vai trò quan trọng trong việc bảo vệ các loài sinh vật khỏi nguy cơ tự làm hại bản thân, qua các hành vi liên quan tới các giấc mơ sống động thường hay xảy ra trong giai đoạn này.
Trong bản ghi EEG, như đã đề cập ở trên thì trong giấc ngủ REM não bộ có khuynh hướng hoạt động, khi hiện diện các sóng não với tần số cao, cùng biên độ thấp và những đợt tự phát của các sóng beta và gamma (cũng đặc trưng cho lúc thức). Các mạch nơron vỏ-đồi chính là ứng cử viên hàng đầu cho việc tạo ra các sóng vận động nhanh này, chúng phát xung thần kinh vừa nhanh và vừa có tính tạo nhịp. Không như là giấc ngủ sóng chậm, nhịp dao động REM được đồng bộ hóa trong những vùng giới hạn, đặc biệt ở những mạch nơron cục bộ giữa cấu trúc giải phẫu đồi-vỏ và vỏ não mới. Tại cấu trúc thân não cho các con đường cholinergic lên các cấu trúc dưới vỏ và cả vỏ não, được cho là đóng vai trò quan trọng tạo ra các sóng tín hiệu tần số cao này.
Bên cạnh đó, hạch hạnh nhân – được coi là trung tâm xử lý các tín hiệu xúc cảm của não – cũng đóng vai trò trong việc điều hòa hoạt động thần kinh trong giấc ngủ REM, đồng thời củng cố thêm cho giả thuyết rằng giấc ngủ REM thúc đẩy cho việc lưu chuyển các luồng thông tin bên trong, biến đổi xử lý sao cho phù hợp với những gì được xem là cần thiết. Sự vận hành tín hiệu điện thế một cách mạnh mẽ trong cấu trúc này có thể là nguyên nhân gây ra các đáp ứng tình cảm trong giấc mơ. Tương tự như thế, hiện tượng những loại giấc mơ kỳ quái và lạ thường có thể do sự suy giảm hoạt động của vùng vỏ não trước trán –  liên quan đến chức năng tích hợp thông tin, lưu giữ dấu vết tín hiệu và hình thành trí nhớ tình tiết (episodic memory).

### Sóng cầu-gối-chẩm
Giấc ngủ REM cũng liên quan tới sự bùng nổ của các sóng cầu-gối-chẩm (đồng thời gọi là sóng PGO hay sóng hoạt động theo pha) gây ra bởi do sự đốt cháy của các nơron tương ứng. Sóng PGO đã được tiến hành ghi lại trong nhân gối ngoài và vùng vỏ não chẩm trong giai đoạn tiền REM và được cho là phản ánh nội dung giấc mơ. Sự gia tăng tỷ số tín hiệu trên nhiễu trong vùng vỏ não gối ngoài gợi ý rằng các giấc mơ sinh động có thể xảy ra trước khi giấc ngủ REM đi đến giai đoạn hoàn thiện, tuy nhiên là điều này vẫn chưa thể xác nhận hay chứng minh được. Sóng PGO cũng thể hiện vai trò đối với giai đoạn phát triển và sự chín mùi về mặt cấu trúc trong não, cũng như là quá trình điện thế hóa dài hạn (LTP) của các loài động vật chưa trưởng thành, lập luận này có được dựa trên thực tế rằng sự hoạt động mạnh của các sóng PGO diễn ra trong trạng thái ngủ với điều kiện quan trọng là não bộ đang còn có thể phát triển nữa.

### Tái hoạt hóa mạng lưới thần kinh
Hệ thống thần kinh cũng trải qua các cơn "rung chấn" nhất định trong giấc ngủ; đó chính là quá trình tái hoạt hóa điện thế động. Một số nghiên cứu về điện sinh lý trong cơ thể người đã làm sáng tỏ rằng là các xung thần kinh một khi đã được phóng bởi những tế bào thần kinh liên quan đến việc học, thì chúng sẽ tái hoạt hóa (phóng điện) lại trong bộ óc đang trong trạng thái ngủ. Điều này kết hợp cùng với bằng chứng rõ ràng rằng là sự kiện hoạt hóa mạch nơron đặc biệt diễn ra ở những vùng nhớ, dẫn đến việc hình thành giả thuyết rằng quá trình ngủ chính là cơ chế giúp củng cố và tăng cường cho một vài loại trí nhớ. Trong mối tương quan này, các công trình nghiên cứu cũng chứng minh là sau khi thực hiện hàng loạt nhiệm vụ vận động một cách liên tiếp, thì vùng tiền vận động và vỏ não thị giác là những vùng hoạt động mạnh mẽ nhất trong giấc ngủ REM, nhưng không phải là NREM. Tương tự như vậy, quá trình tái diễn lại các xung động xảy ra ở hồi hải mã trong giấc ngủ SWS nhưng không đối với REM, khi đối tượng đã thực hiện những nhiệm vụ học không gian. Những cuộc nghiên cứu như thế nói lên rằng vai trò của một giấc ngủ có thể bao gồm cả việc cố kết cho các loại trí nhớ cụ thể. Tuy nhưng, câu hỏi được đặt ra là liệu rằng các loại trí nhớ khác cũng trải qua sự củng cố này; nhằm chôn sâu thông tin vào "mảnh đất thần kinh" với những cơ chế như trên chăng, điều này vẫn chưa được biết và giải rõ.

### Trao đổi tín hiệu giữa vỏ não mới và cấu trúc hải mã
Trong giấc ngủ sóng chậm SWS, có sự tương tác qua lại rất mạnh thông qua các cấu trúc, mà điển hình là vùng hải mã và vỏ não mới. Đáng lưu ý ở hồi hải mã trong giấc ngủ SWS, EEG biểu hiện ra các sóng nhọn chiếm ưu thế và quần thể nơron tham gia vào việc tổ chức, phân hóa hoạt động tạo ra các xung động thần kinh trong giai đoạn này. Các biến đổi này đồng bộ hóa với những thay đổi trạng thái mà vỏ não có được (lên hoặc xuống) và phối hợp với dao động chậm (slow oscillation) ở lớp vỏ. Điều này ngụ ý rằng là có sự chuyển giao thông tin trong sự hình thành trí nhớ. Những quan sát như thế này, đi kèm với vai trò của hải mã trong sự xây dựng trí nhớ ngắn hạn và trung hạn, và vỏ đại não thì nắm giữ chức năng then chốt trong việc tạo hình ra các vật chất và nguyên liệu cho tế bào thần kinh giúp lưu trữ thông tin dài hạn, chẳng hạn như tăng mức độ biểu hiện các gen nhạy cảm với sự biến đổi, quá trình phiên mã và dịch mã, cuối cùng là tổng hợp thành các phân tử ký ức, điều này được cho là do sự tái tổ chức lại các RNA một cách liên tục, chính năng lực chỉnh sửa cơ sở di truyền ở cấp độ phân tử RNA với tốc độ cực nhanh, cho phép con người thích nghi nhanh chóng trước những thách thức từ môi trường. Tất cả đã làm cho những nhà khoa học thần kinh đưa ra giả thuyết rằng là "cuộc đối thoại" này có thể chính là cơ chế mà thông qua đó vùng hải mã truyền thông tin đến vỏ não. Vì thế nên là, tiến trình trao đổi điện thế động diễn ra dưới dạng là các kênh ion ở mức độ tế bào được cho là có mối quan hệ mật thiết với sự củng cố trí nhớ.

## Điều hòa giấc ngủ
Sự chuyển đổi nhanh chóng giữa trạng thái thức và ngủ chịu sự chi phối và kiểm soát bởi các cơ chế sinh học của sinh vật tự thân. Điều quan trọng cần phải giải đáp đó chính là những khu vực nào của não giúp khởi động chu trình ngủ, và cách thức diễn ra như thế nào. Về giấc ngủ và trạng thái thức ở con người nói riêng và các loài động vật nói chung, thì dường như là tuân theo mô hình mạch lật (flip-flop model), tức có nghĩa là cả hai trạng thái này đều ổn định, và có các mạng lưới nơron thức và ngủ trấn áp lẫn nhau để tạo nên cái gọi là "đồng hồ sinh học." Cố nhiên rằng là không như mạch lật, sự kiện cá thể đó đi vào trạng thái ngủ không diễn ra ngay lập tức, có lẽ phải cho chiếc đồng hồ kêu tiếng tích tắc và cứ như thế những phút cuối cùng của sự thức tỉnh sẽ đi đến hồi kết thúc, khoảng thời gian này đặc trưng tùy thuộc mỗi cá thể để có thể ngủ, trường hợp như thế thậm chí xảy ra khi trạng thái tỉnh táo không ổn định do các rối loạn thần kinh ảnh hưởng. Ngược lại cũng giống như vậy, cá thể đó để chuyển đổi từ ngủ sang thức cũng phải tốn một khoảng thời gian nhất định (quán tính của giấc ngủ).

### Khởi động giấc ngủ
Các cơ chế của một giấc ngủ đã dần được đưa ra ánh sáng, và đồng thời mở rộng ra thành các khái niệm; cắt nghĩa rõ ràng bằng việc khám phá ra rằng là khi có những thương tổn ở vùng trước thị và vùng dưới đồi trước sẽ đưa đến tình trạng mất ngủ, trong khi tại vùng dưới đồi sau thì cho kết quả ngược lại. Hơn nữa các y văn chứng minh cho thấy trung khu đáy não giữa (central midbrain tegmentum) là vùng đóng vai trò hoạt hóa cấu trúc vỏ. Vì thế kích hoạt vùng dưới đồi trước, ức chế vùng sau và trung khu đáy não giữa sẽ khởi tạo quá trình ngủ. Ngoài ra dựa trên các bằng chứng thực nghiệm khoa học, cụ thể tại khu vực dưới đồi có nhân trước thị đáy ngoài (VLPO) tạo ra các phân tử dẫn truyền GABA hướng ức chế, nhằm làm tê liệt hệ thống tỉnh thức trong giai đoạn khởi động giấc ngủ.

### Các mô hình điều hòa giấc ngủ

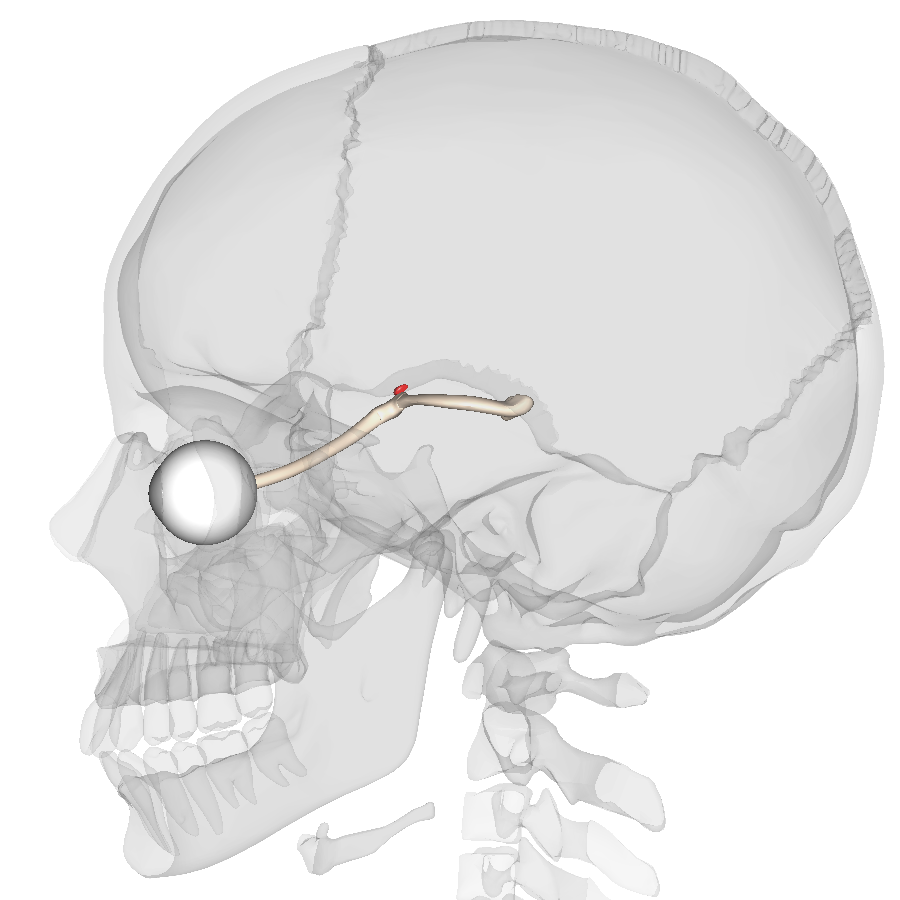
Cấu trúc nhân trên chéo (SCN, màu đỏ) - nhìn từ mặt bên

Giấc ngủ được điều hòa bởi hai cơ chế song song nhau không thể tách rời, trong đó vùng dưới đồi có nhiệm vụ điều hòa hằng định của nội môi, giúp duy trì sự tồn tại của sinh vật diễn ra bình thường, và nhân trên chéo (suprachiasmatic nucleus, SCN) là cấu trúc thần kinh với kích thước như đầu ngón tay và chứa khoảng 20.000 tế bào thần kinh, thực hiện việc kiểm soát đồng hồ sinh học bên trong cơ thể thông qua phát ra các phân tử tín hiệu chuyên biệt. Dù rằng là bản chất chính xác của việc ngủ, hay nói cụ thể hơn là động cơ nào thúc đẩy quá trình này diễn ra vẫn chưa được biết, người ta cho rằng trạng thái thức càng duy trì lâu, tương đương áp lực giấc ngủ nội môi dần dần tăng lên, và tăng liên tục cho đến khi con người rơi vào giấc ngủ hoàn toàn. Phân tử adenosine là minh chứng cho điều này, áp lực tăng lên một phần là do sự tích lũy của các hoạt chất adenosine này. Tuy nhiên, các nhà khoa học cho rằng không thể đơn giản hóa bằng việc ngoại suy nó và cũng không giải thích hiện tượng một cách hoàn toàn được. Nhịp sinh học trong cơ thể về tổng quan là một chu kỳ với thời gian 24 giờ, nhịp này vẫn tiếp tục hoạt động ngay cả khi vắng mặt các tín hiệu đến từ môi trường ngoài. Chính cấu trúc SCN đã chi phối nhịp sinh học này bằng việc cho các sợi chiếu đến thân não.
Vào năm 1982, Borbely đã đưa ra mô hình hai quá trình, bao gồm Quá trình S (cân bằng nội môi) và Quá trình C (nhịp sinh học). Qua mô hình được đưa ra như vậy, ông đã giải thích rõ ràng rằng là làm thế nào mật độ sóng chậm lại tăng suốt cả thời khoảng ban đêm, và giảm khi khởi đầu một ngày mới, trong khi đó đồ thị nhịp sinh học được diễn tả là giống như biểu đồ hình sin. Ông cũng cho rằng áp lực của giấc ngủ đạt lớn nhất khi sự khác biệt về biên độ nhịp ngủ và thức nhiều nhất.
Vào năm 1993, có một mô hình khác ra đời với tên gọi là mô hình quá trình trái ngược. Mô hình này đã giải thích rằng hai quá trình trên cạnh tranh lẫn nhau để gây ra trạng thái ngủ, hẳn nhiên điều này chống lại mô hình của Borbely. Theo như mô hình này thì, cấu trúc SCN sẽ thúc đẩy sự hưng phấn mạnh mẽ, đối kháng cạnh tranh với sự cân bằng nội môi. Trong vùng dưới đồi, điển hình có các con đường tín hiệu vô cùng phức tạp với vô vàn khớp thần kinh, giúp điều chỉnh nhịp cân bằng nội môi, các mạch nơron trong đó được ví như là công tắc và khi đến thời điểm cần thiết sẽ "tắt" hệ thức tỉnh. Cả hai tác động này đã cùng tạo ra quá trình ngủ lẫn thức, như là hệ quả của sự bập bênh qua lại giữa các nơron ngủ và nơron thức. Cả hai mô hình trên đều có giá trị cũng như bổ sung cho nhau, trong đó có một lý thuyết nói rằng là REM đã ức chế đi NREM, và sự ức chế như vậy có thể mang ý nghĩa nhất định. Trong bất cứ trường hợp nào, cả hai quá trình sinh lý này và các cơ chế ẩn đã góp phần tạo dựng khả năng thích ứng của nhịp sinh học (tưởng chừng như đơn giản), và đồng thời là trong tương lai sẽ có thể phát triển hơn nữa phù hợp với các kỹ thuật công nghệ vi mô của giới khoa học.

### Đồi thị và sự điều hòa hoạt động thần kinh
Các hoạt động điện não trong tiến trình ngủ được cho là do đồi thị gây ra, như vậy những nhà nghiên cứu họ đề xướng rằng cấu trúc này có thể nắm giữ vai trò quyết định đối với SWS. Hai loại điện dao động chủ yếu có trong giấc ngủ sóng chậm, đó là dao động delta và dao động chậm, cả hai đều có thể được tạo ra bởi đồi thị và vỏ não. Tuy nhiên, các thoi ngủ chỉ được tạo ra từ đồi thị, điều này mang ý nghĩa quan trọng trong cấu trúc này. Giả thuyết đồi thị tạo nhịp phát biểu rằng đồi thị chính là nơi tạo ra những dao động sóng não này, nhưng còn vấn đề đồng bộ hóa sự phóng xung điện của nhiều nhóm nơron một cách đồng thời; thì lại phụ thuộc vào sự tương tác giữa đồi thị và vỏ não. Đồi thị cũng đóng vai trò tiến trình khởi động giấc ngủ, khi nó chuyển đổi từ điện thế động sang điện thế tĩnh, và được coi như là "chiếc gương" phản chiếu cả đồng thời các con đường điều hòa ngủ trung ương và ngoại vi, liên kết với nhiều vùng vỏ não ở xa để có thể phối hợp và thống nhất các hoạt động thần kinh.

### Hệ lưới hoạt hóa truyền lên

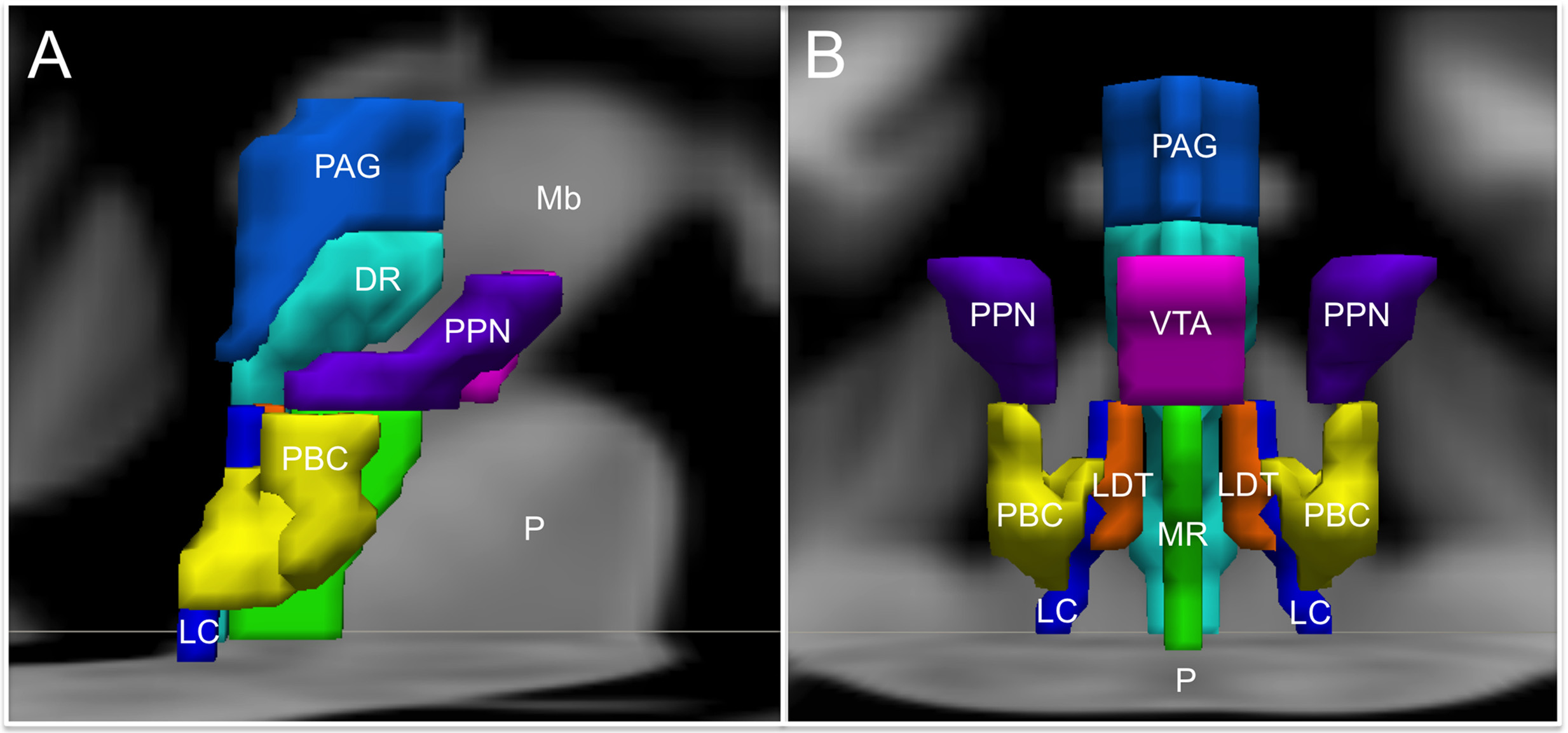
Tập hợp các nhân ở cuống não liên quan đến sự điều hòa chu kỳ ngủ - thức. (A) nhìn từ mặt bên và (B) nhìn từ mặt trước. DR, nhân đường giữa phần sau; LC, nhân xanh; LDT, nhân trần sau bên; Mb, trung não; MR, nhân đường giữa phần giữa; P, cầu não; PAG, vùng xám quanh cống não; PBC, phức hợp nhân cận cánh tay; PPN, nhân cuống cầu não; VTA, vùng trần trước. Để tối ưu hóa khả năng quan sát các cấu trúc trên, hình minh họa không thể hiện chất đen và nhân của bó đơn độc.

Hệ lưới hoạt hóa truyền lên chính là hệ thống hormone thần kinh ở não người, trong đó có nhiều nhân xám trung ương cho các sợi chiếu hướng lên, điển hình như là các nhân đồi thị, và nhiều nhân xám khác tiết ra các chất dẫn truyền thần kinh đặc hiệu như là dopamine, noradrenaline, serotonin, histamine, acetylcholine, glutamate. Khi tỉnh thức, thì nó tiếp nhận tất cả các loại thông tin cảm giác không chuyên biệt và chuyển giao lên vỏ não. Hệ này đồng thời cũng điều chỉnh các đáp ứng đánh hay tránh, vì thế có sự liên lạc với hệ vận động. Trong giai đoạn khởi động giấc ngủ, nó vận hành thông qua hai con đường: con đường cholinergic đi qua đồi thị hướng tới vỏ não, và nhiều con đường monoaminergic qua vùng dưới đồi hướng vỏ não. Trong giấc ngủ NREM, hệ thống này bị tê liệt bởi tác động ức chế của các nơron GABAergic nằm trong khu vực trước thị đáy ngoài và khu vực cạnh mặt (PZ), cũng như cộng hưởng tác động với các nơron thúc đẩy quá trình ngủ diễn ra ở nhiều vùng não khác.
Phần lớn các tín hiệu đi lên tiếp hợp với đồi thị, và được phân phối tới tất cả các vùng của vỏ não, mặc dù số khác đi tới tiếp hợp ở những cấu trúc dưới vỏ khác ngoài đồi thị. Tín hiệu thần kinh tiếp hợp ở đồi thị gồm hai loại::336–338
- Một loại tín hiệu xuất phát từ thân tế bào thần kinh có kích thước rất lớn, có điện thế động truyền nhanh, kích thích đại não trong vòng vài miligiây, cúc tận cùng tiết ra acetylcholine, có tác dụng trong vài giây trước khi bị phá hủy, có lẽ có vai trò tạo ra giấc ngủ cử động mắt nhanh.
- Loại tín hiệu thứ hai xuất phát từ số lượng lớn những tế bào thần kinh rất nhỏ, phần lớn sợi thần kinh có kích thước nhỏ, dẫn truyền rất chậm đến tiếp hợp với nhân trong lá và nhân lưới ở bề mặt của đồi thị, sau đó cho ra thêm những sợi thần kinh rất nhỏ, đi tới tất cả mọi nơi ở vỏ não. Tác dụng kích thích bởi hệ thống này có thể kéo dài liên tục trong nhiều giây tới một phút hay hơn nữa, hệ thống này có nhiệm vụ quan trọng trong việc điều hòa mức độ kích thích cơ bản kéo dài của não.

#### Nhân xanh và hệ thống tiết norepinephrine

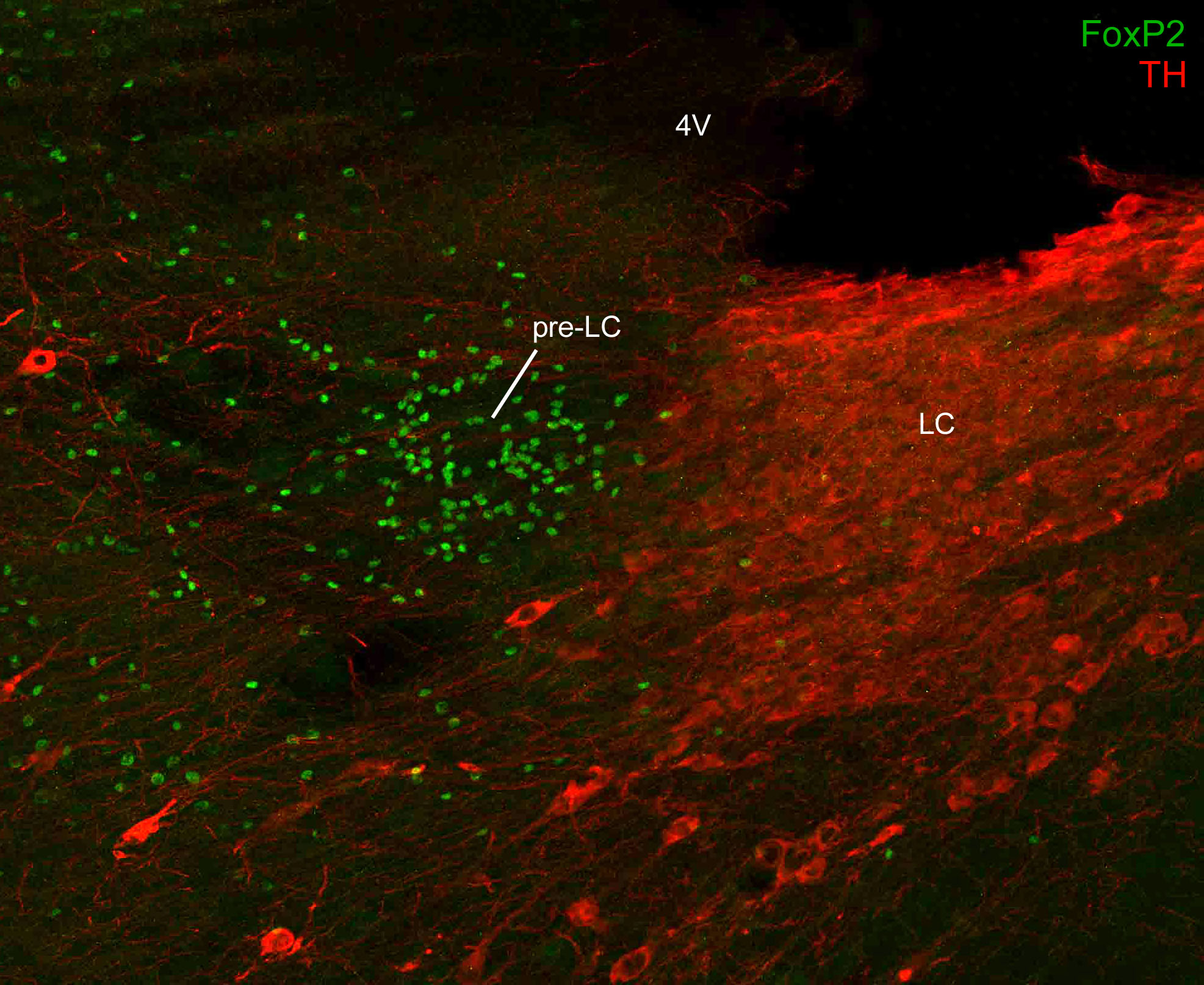
Lát cắt dọc phần cầu não sau bên đã cho thấy mối liên hệ không gian giữa vùng tiền nhân xanh (pre-LC) và nhân xanh (LC). Các nhân tại vùng tiền nhân xanh được đánh dấu bằng màu lục (FoxP2), và nằm trước nhân xanh đánh dấu màu đỏ (tyrosine hydroxylase, viết tắt là TH). "4V" chính là cấu trúc não thất bốn. Nhân này chứa các sợi noradrenergic, đồng thời phân bổ các nhánh đến nhiều vùng não khác, thực hiện các chức năng đáp ứng stress, sự tập trung và ký ức, duy trì thức tỉnh và điều hòa ngủ - thức.

Cấu trúc nhân xanh (locus coeruleus) là một vùng nhỏ nằm ở hai bên và phía sau chỗ tiếp nối giữa cầu não và não giữa. Sợi thần kinh từ nhân xanh phân bổ khắp não bộ và tiết norepinephrine. Một cách tổng quát, norepinephrine kích thích não bộ làm tăng hoạt động, tuy nhiên nó có tác dụng ức chế ở vài nơi trên não, vì có những thụ thể ức chế ở một số synap. Hệ thống này có vai trò quan trọng trong việc tạo ra giấc mơ trong giai đoạn cử động mắt nhanh của giấc ngủ và sự thức tỉnh.

#### Chất đen và hệ thống tiết dopamine
Chất đen (substantia nigra) nằm ở phía trước của phần trên não giữa, cho sợi thần kinh tận cùng chính yếu ở nhân đuôi (caudate nucleus) và nhân bèo sẫm (putamen), nơi đó tiết ra dopamine. Những tế bào thần kinh ở vùng lân cận cũng tiết dopamine điển hình là vùng trần trước (ventral tegmental area), nhưng sợi thần kinh đi tới các vùng ở gần vùng bụng hơn của não bộ, đặc biệt là tới vùng dưới đồi và hệ viền. Dopamine hoạt động như là chất ức chế ở nhân nền, và ở vài vùng khác của não bộ, nó có thể là chất kích thích. Dopamine cũng đóng vai trò trong sự điều hòa chu trình ngủ - thức.

#### Nhân đường giữa và hệ thống tiết serotonin
Nhân vách (raphe nuclei) hay còn gọi là nhân đường giữa, gồm nhiều tế bào thần kinh phóng thích serotonin, cho nhiều sợi thần kinh tới gian não (diencephalon), và một vài sợi thần kinh tới vỏ não, còn nhiều sợi khác đi xuống tủy sống. Những sợi thần kinh tới tủy sống làm giảm đau. Serotonin tiết ra ở gian não và đại não chắc chắn đóng vai trò chủ yếu trong việc ức chế và tạo ra giấc ngủ.:136-153

#### Nhân đại tế bào của hệ lưới hoạt hóa và hệ thống tiết acetylcholine
Các tế bào thần kinh khổng lồ có sợi thần kinh chia ngay làm hai nhánh, nhánh đi lên vùng cao hơn của não và nhánh khác qua bó lưới - tủy vào tủy sống, đầu tận cùng tiết ra acetylcholine. Ở phần lớn nơi, acetylcholine là chất kích thích ở những synap chuyên biệt, kích thích các tế bào thần kinh này gây ra trạng thái tinh thần thức tỉnh và phấn kích.

## Chức năng ngủ
Chức năng của giấc ngủ và sự cần thiết của một quá trình như vậy đối với sinh vật; là những thứ mơ hồ trong giới nghiên cứu khoa học giấc ngủ. William C. Dement, nhà sáng lập nên Trung tâm Nghiên cứu về Giấc ngủ của Đại học Stanford, trải qua 50 năm nghiên cứu cũng như có đầy đủ tầm hiểu biết sâu rộng về lĩnh vực này, khi ông được hỏi những lý do vì sao con người phải ngủ, thì ông điềm nhiên trả lời rằng là: "Trong phạm vi kiến thức mà tôi có được, thì duy chỉ có một nguyên nhân giải thích cho sự cần thiết của ngủ đối với chúng ta thực sự, thực sự đến nỗi không thể chối cãi được đó là bởi vì chúng ta buồn ngủ." Khả năng mà giấc ngủ đã tiến hóa không chỉ để thực hiện một số chức năng nguyên thủy bản năng, mà còn phát triển và cải biến thêm nhiều chức năng sinh học hơn nữa theo thời gian (cũng giống như thanh quản là cấu trúc kiểm soát sự lưu thông của thức ăn và không khí, theo thời gian cơ quan này tiến hóa (di chuyển xuống cổ) để phát triển những năng lực ngôn ngữ).
Nhiều giả thuyết đưa ra nhằm giải thích chức năng ngủ, nhưng chỉ là phản ánh cái biết mang tính chủ quan và không hoàn toàn đúng. Trong khi một số chức năng ngủ đã được khám phá ra, thì nhiều chức năng liên quan khác lại chưa thể chứng minh được như vậy không thể thấu hiểu một cách trọn vẹn. Sớm có sự nảy sinh cho một vài ý tưởng rằng là hầu hết (nếu không muốn nói là tất cả) các đáp ứng của sinh vật đối với môi trường ngoài đã dừng lại trong quá trình ngủ. Ban đầu, người ta cho rằng việc ngủ chỉ đơn giản là cơ chế giúp cơ thể có cơ hội "nghỉ giải lao" và làm giảm đi sự hao mòn của các cơ quan. Những quan sát có được trong trạng thái ngủ sau đó, đã phát hiện ra rằng các hoạt động chuyển hóa vẫn diễn ra trong não với tốc độ chậm, dường như ngụ ý rằng có sự chuyển hóa xảy ra trong quá trình ngủ. Lý thuyết này không hoàn toàn đầy đủ, bởi các nghiên cứu sau đó chứng minh giấc ngủ làm giảm chuyển hóa cơ sở đến 15% (chứ không chỉ 5–10%). Cùng với sự phát triển của kỹ thuật EEG, thật đáng ngạc nhiên là hầu như các xung điện năng mô não nội sinh vẫn tiếp tục vận hành trong quá trình ngủ, dẫn đến khái niệm rằng chức năng của nó chính là tái tổ chức hay chuyên hóa các mạch nơron, hoặc là gia tăng sự nối kết giữa các nơron thêm vững chắc. Những giả thuyết như thế này hiện vẫn đang được khảo sát và đi tìm các chứng cứ xác thực. Người ta cũng đề ra những chức năng quan trọng khác của giấc ngủ đó là giữ cân bằng hệ thống hormone, điều hòa nhiệt độ và duy trì nhịp tim.
Theo như y văn nghiên cứu đã qua hệ thống bình duyệt về sự mất ngủ và các yếu tố cản trở giấc ngủ, trong đó những đối tượng tham gia nghiên cứu có thể đối mặt với các hậu quả tiêu cực ngắn hạn và dài hạn. Hậu quả ngắn hạn bao gồm có đáp ứng với stress tăng lên, và nảy sinh các vấn đề tâm lý xã hội, chẳng hạn như là tổn thương nhận thức, hiệu suất học thuật giảm và trầm cảm. Thực nghiệm đã chỉ ra rằng là ở trẻ em và người lớn khỏe mạnh bình thường, chính sự gián đoạn của giấc ngủ hay mất ngủ sẽ làm tăng hoạt tính giao cảm, điều mà được cho là có thể phá vỡ tâm trạng và hủy hoại nhận thức. Đặc biệt khi vấn đề tiến triển dài hạn sẽ làm rối loạn quá trình chuyển hóa, làm sụp đổ hệ cân bằng glucose máu hay thậm chí nghiêm trọng hơn là kết tập khối u và tăng nguy cơ ung thư.

### Sự bảo toàn

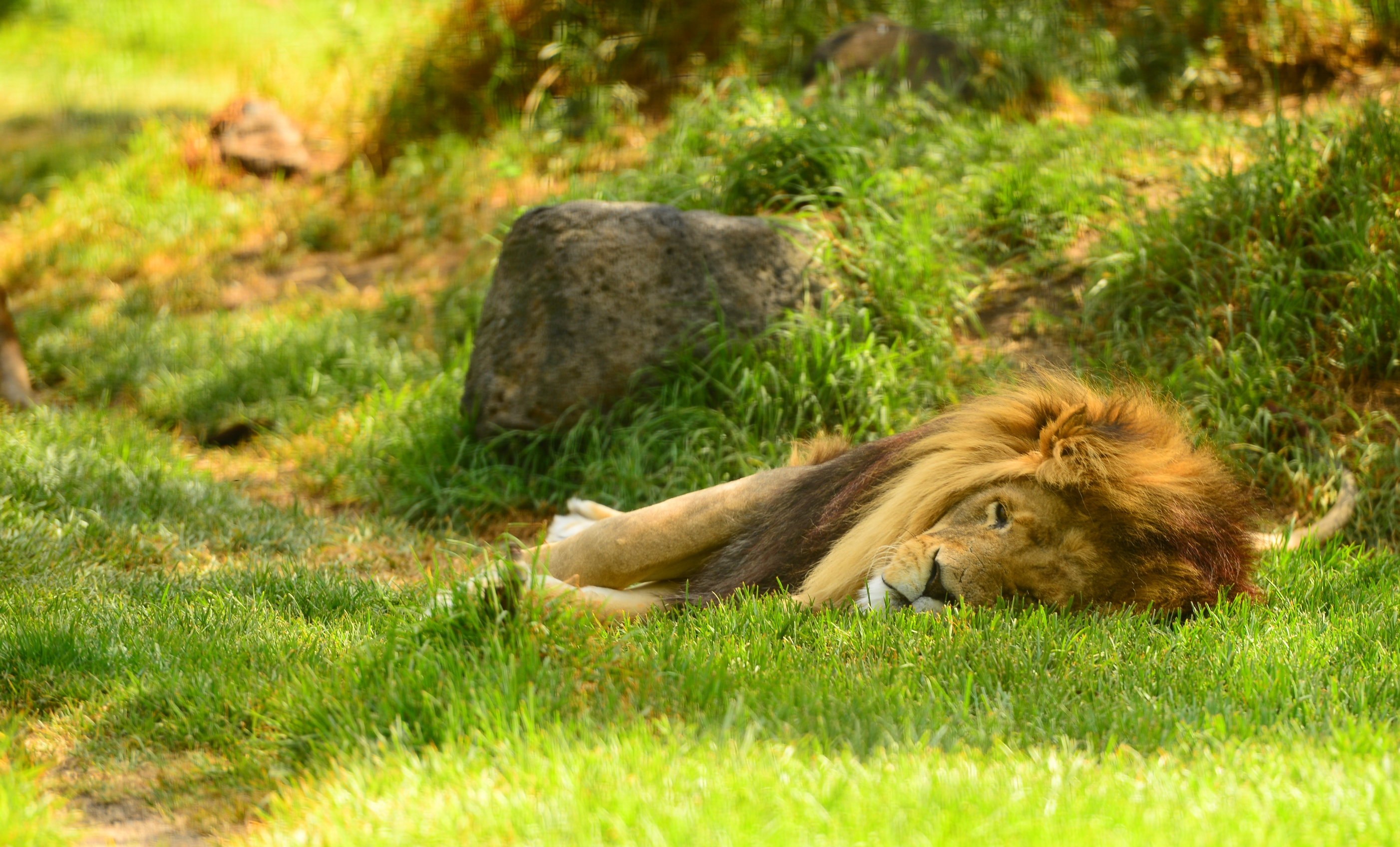
Một con sư tử đang ngủ tại vườn bách thú Melbourne, thuộc thủ đô nước Úc.

Lý thuyết "Bảo toàn và Phòng vệ" nói rằng giấc ngủ là một trong số các chức năng giúp sinh vật thích nghi với môi trường. Nó bảo vệ loài động vật khỏi các mối đe dọa tự nhiên, vì nguy cơ bị ăn thịt (hay tấn công) sẽ là cao nhất nếu như con vật thức không ngủ và đi lang thang khắp nơi. Sinh vật không thể nào dành 24 tiếng hoàn toàn chỉ cho việc ăn hay những tập tính khác. Dựa trên sự thích nghi này sinh vật sẽ an toàn trong phạm vi cho phép nhằm tránh mọi tác nhân có hại cho chúng, khi khả năng chúng sẽ trở thành con mồi "béo bở" đối với các sinh vật khác mạnh hơn. Chúng sẽ ngủ trong khoảng thời gian nhất định để tối ưu hóa sự an toàn tự chúng, đồng thời là khôi phục các năng lực thể trạng trong giới hạn lãnh thổ.
Lý thuyết này đã thất bại trong việc giải thích rằng là tại sao não trở nên độc lập với môi trường ngoại vi trong lúc hành vi ngủ diễn ra. Tuy nhiên điều này có thể do thứ cơ quan tư duy này tiêu tốn một lượng năng lượng với tỷ lệ lớn ở bất cứ thời điểm nào, và sự bảo toàn năng lượng chỉ xảy ra trong trường hợp các tín hiệu cảm giác bị hạn chế dẫn truyền và đáp ứng. Lý thuyết này cũng vấp phải sự phản biện lại với lý lẽ rằng là, giấc ngủ không thể chỉ đơn giản là nguyên do thụ động ép con vật phải rời khỏi môi trường chỉ vì sự an toàn, mà còn là "động cơ"; con vật sẽ thay đổi các hành vi để có thể đạt được giấc ngủ.
Vì thế nên nếu chính sự điều chỉnh sinh học đến độ quá mức cần thiết chỉ để giải thích rằng là phù hợp với quy luật âm dương, tức là sự hoạt động và nghỉ ngơi phải cân bằng phù hợp với từng loại sinh vật nhất định thì vẫn chưa thực sự đủ, mà nói lên rằng còn có sự chuyên biệt hóa đặc thù đối với trạng thái ngủ, tức là những mối liên quan đến các chức năng khác hay cả về những thuộc tính hữu cơ ẩn đằng sau mà giới khoa học vẫn chưa được biết. Không chỉ dừng lại ở đó, lý thuyết bảo toàn này cũng cần phải giải quyết các "hạt sạn" khác, đó là tại sao các loài động vật ăn thịt đầu bảng chẳng hạn như sư tử dành phần lớn thời gian cho việc ngủ đến tận 20 tiếng, mặc dù các mối nguy hại của chúng là không đáng kể. Điều này được cho là giảm sự thất thoát năng lượng đến mức tối thiểu khi chúng không thực hiện hành vi săn mồi.

### Tiến trình quét sạch chất thải ra khỏi não bộ

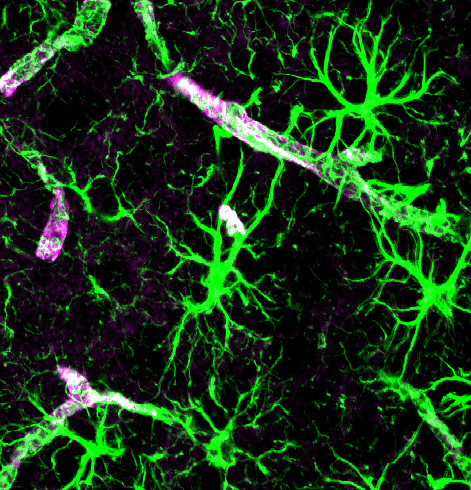
Các tế bào hình sao (màu lục) và kênh aquaporin-4 (màu tím).

Trong quá trình ngủ, các sản phẩm chuyển hóa của cơ thể, chẳng hạn như là immunoglobulin, các mảnh vỡ protein, hoặc là các protein nguyên vẹn như phân tử amyloid beta, có thể được đào thải từ khoang dịch kẽ thông qua hệ thống làm sạch hệ thần kinh trung ương (glymphatic system) với các kênh giống như bạch huyết là aquaporin 4 (AQP4), các kênh này chính là cầu nối cho phép liên thông khoang cận mạch với mạng lưới các tế bào hình sao, nhờ đó tạo hiện tượng đối lưu của dòng chảy CSF qua nhu mô não (khi CSF đã thoát khỏi tế bào hình sao). Giới khoa học thần kinh đã bắt đầu tiến hành các thí nghiệm về giấc ngủ trên chuột. Khi những con chuột này rơi vào trạng thái ngủ, thì những quan sát họ có được đó là các tế bào não của chúng co lại, làm tăng khoảng không giữa các tế bào não khoảng 60%. Đó là thời điểm dịch não tủy (CSF) tràn vào và làm sạch các tế bào thần kinh. Theo như mô hình này thì, các ống rỗng giữa mạch máu não và tế bào hình sao chúng hoạt động như một đập tràn cho phép dẫn lưu dịch não tủy mang các chất thải độc hại đi vào hệ thống tuần hoàn. Những cơ chế như vậy, vẫn còn nằm trong phạm vi nghiên cứu sơ bộ cho đến thời điểm năm 2017, và là như những cơ chế tiềm năng trong đó giấc ngủ chính là thời khoảng giúp duy trì và điều hành các chức năng miễn dịch của não, đồng thời có vai trò dọn dẹp những đám phân tử amyloid beta, khi mà chúng được xem là một trong những yếu tố nguy cơ gây ra căn bệnh Alzheimer.

### Phục hồi chức năng sinh học
Sự chữa lành vết thương được cho là chịu ảnh hưởng bởi giấc ngủ. Và tình trạng thiếu ngủ sẽ dẫn đến các thay đổi của hệ miễn dịch. Cho đến hiện tại, các công trình nghiên cứu cũng làm sáng tỏ thêm nhiều điều, một trong số đó là "tình trạng mất ngủ sẽ tàn phá hệ thống miễn dịch thảm hại và ngược lại," quá trình ngủ không chỉ đơn giản chỉ là một đáp ứng sinh lý bình thường, người ta đã khám phá ra rằng là nó làm tăng cả số lượng bạch cầu tuần hành trong máu. Một nghiên cứu vào năm 2014 đã chứng minh rằng sự mất ngủ diễn ra trên con chuột thí nghiệm có thể làm tăng sinh các tế bào ung thư, cũng như là suy yếu đi năng lực miễn dịch vốn thực hiện việc kiểm soát tiến trình ung thư.
Việc giấc ngủ tác động như thế nào đến sự phát triển cơ thể vẫn chưa hoàn toàn được hiểu rõ. Trong một nghiên cứu tiến hành ghi lại và đo đạc các chỉ số như là cân nặng, chiều cao, và có sự tương quan với thời điểm khai báo của cha mẹ, ở 305 đứa trẻ trong khoảng thời gian là 9 năm (tuổi từ 1 đến 10). Kết quả thu được là "sự sai biệt về thời gian ngủ của các đứa trẻ này dường như không có ảnh hưởng nào đến sự phát triển." Giấc ngủ sóng chậm được cho là gây ra những thay đổi về hormone, điển hình nhất là hormone tăng trưởng. Trong vòng 8 tiếng của một giấc ngủ, Van Cauter, Leproult, và Plat đã phát hiện rằng người nào có tỷ lệ SWS cao hơn (trung bình khoảng 24%) thì sẽ có sự bài tiết các hormone sinh trưởng nhiều hơn. Trong khi những đối tượng nào có tỷ lệ thấp hơn (trung bình 9%) tương ứng ít giải phóng các nội tiết tố này.
Có một vài bằng chứng về chức năng hồi phục của quá trình ngủ. Khi ngủ sự thải trừ các chất thải chuyển hóa diễn ra với tốc độ nhanh hơn nhiều so với khi thức. Trong lúc tỉnh táo, các biến đổi hóa học nhằm duy trì sự sống đã tạo ra những phân tử mang nguyên tử oxy với khả năng phản ứng mạnh (reactive oxygen species), tiếp theo đó, những phân tử này sẽ phá hủy tế bào. Trong trạng thái ngủ, tốc độ biến dưỡng giảm hẳn và các ROS độc hại bị lấy đi, như vậy giúp khôi phục trạng thái sinh lý của cơ thể trở về bình thường. Ngoài ra, giấc ngủ tạo điều kiện thuận lợi cho việc tổng hợp các phân tử giúp sữa chữa và bảo vệ não khỏi những yếu tố có hại sản sinh ra trong trạng thái thức. Giai đoạn chuyển hóa trong quá trình ngủ là đồng hóa; và những hormone đồng hóa chẳng hạn như là hormone tăng trưởng (như đã đề cập ở trên) được phóng thích mạnh mẽ trong lúc ngủ.
Trong điều kiện sinh vật đó nghỉ ngơi, chúng có thể bảo toàn và tiết kiệm năng lượng mà không phải phân tách ý thức của chúng ra khỏi môi trường xung quanh, và như vậy có thể đối mặt với sự nguy hiểm hơn nhiều. Các loài động vật nếu chúng không ngủ và chỉ ở yên một chỗ, hiển nhiên khả năng sống sót trước những loài ăn thịt lớn hơn sẽ cao, trong khi đó sự bảo toàn năng lượng vẫn cứ tiếp diễn. Vì thế nên để giải thích cho vấn đề trái ngược này, việc ngủ có vẻ là quan trọng hơn nhiều cho rất nhiều mục đích khác, chứ không thể chỉ đơn giản là tiết kiệm năng lượng để có thể sống sót trong sinh giới. Điều muốn nói đến ở đây là năng lực của thần kinh, giấc ngủ sẽ khôi phục các thay đổi có được bởi sự kích hoạt synap trong trạng thái thức về mức "ngưỡng," đưa mức điện thế trở về cơ bản như trước lúc kích thích, làm giảm độ mạnh của synap, làm yếu đi những kết nối không cần thiết khác (thông qua một quá trình có tên gọi là Ức chế hóa dài hạn), tạo điều kiện cho việc thực hiện chức năng học và nhớ (hay còn gọi là quá trình Điều kiện hóa) tiếp tục diễn ra trong ngày kế tiếp; điều này có ý nghĩa rằng là não bộ buộc phải quên một số thứ trong quá trình học mỗi ngày. Tất cả những điều trên đều được kiểm duyệt, chứng minh và thể hiện qua một nghiên cứu có tên là "Có lẽ để cắt bớt những thứ thừa thãi. Trong giấc ngủ, não nó làm suy yếu dần những kết nối vô nghĩa giữa các tế bào thần kinh, hình như là để bảo toàn năng lượng và, nghịch lý thay, là để cấu thành trí nhớ."

### Chức năng nội tiết
Chu kỳ ngủ-thức đã ảnh hưởng lên sự giải phóng của nhiều nội tiết tố. Chẳng hạn như là, melatonin, một hormone quan trọng trong đồng bộ hóa đồng hồ sinh học, có vai trò duy trì đồng hồ sinh học và điều chỉnh nhịp điệu cơ thể, sự phóng thích của chất này tăng khi có ánh sáng lờ mờ và đạt đỉnh trong giấc ngủ vào ban đêm, và bị ức chế mạnh mẽ trong điều kiện ánh sáng mạnh. Ở một số sinh vật, quá trình tiết ra melatonin phụ thuộc vào giấc ngủ, nhưng đối với loài người thì độc lập và chỉ phụ thuộc vào cường độ ánh sáng. Dĩ nhiên rằng, ở người và những loài động vật khác, một loại hormone như thế có thể thuận hóa quá trình ngủ sơ khai mới diễn ra, tức là thúc đẩy việc ngủ dễ dàng hơn và nhanh hơn. Tương tự như vậy, hormone cortisol và TSH cũng quy theo nhịp sinh học, hoạt động mạnh vào ban ngày, và gần như là độc lập với giấc ngủ. Trái lại, hormone tăng trưởng (GH) và prolactin lại rất phụ thuộc vào việc ngủ, chính vì vậy chúng sẽ bị ức chế khi thiếu ngủ. Trong SWS, GH sẽ được phóng thích tối đa, trong khi đó prolactin được giải phóng sớm ngay sau giai đoạn ngủ nông, và tăng dần xuyên suốt cả đêm. Trong một vài nội tiết tố nhất định, khi sự giải phóng của chúng chịu sự kiểm soát bởi cường độ ánh sáng, thì giấc ngủ dường như sẽ làm tăng sự phóng thích đó. Và trong hầu hết mọi trường hợp, thiếu ngủ sẽ gây ra những tác động tai hại. Chẳng hạn lấy ví dụ điển hình là cortisol, được cho là thật sự cần thiết đối với sự chuyển hóa vật chất và năng lượng (rất quan trọng bởi con vật có thể chết trong vòng 1 tuần nếu thiếu hoạt chất này), và cực kỳ mật thiết với khả năng chống chọi lại với các kích thích độc hại, trong giấc ngủ REM hay lúc thức thì đều làm tăng cortisol vốn bản chất là corticosteroid này. Tương tự như thế, TSH sẽ được tăng tiết trong giấc ngủ ban đêm, suy giảm khi thời lượng của giấc ngủ giảm, nhưng lại tăng trong mất ngủ thể cấp.
Bởi vì là các hormone đóng vai trò chủ yếu trong sự cân bằng năng lượng, các quá trình chuyển hóa và trao đổi chất, và trạng thái ngủ sẽ mang tính quyết định cả về thời gian và biên độ của sự giải phóng các nội tiết tố này. Như vậy rõ ràng việc ngủ không hề đơn giản hóa được, nó có những tác động đáng kể đối với sự biến dưỡng của sinh vật. Chính điều này có thể là lời giải thích và củng cố cho những học thuyết sơ khai về chức năng của ngủ, khi dự đoán tiến trình ngủ cũng mang nhiệm vụ trong việc điều hòa sự chuyển hóa với các cơ chế nào đó.

### Xử lý thông tin và đưa vào kho nhớ
Theo như Plihal và Born, giấc ngủ có vai trò tăng cường khả năng gọi ra các thông tin đã được tiếp nhận và những kinh nghiệm quá khứ, điều này tùy thuộc vào giai đoạn của giấc ngủ và loại hình trí nhớ. Chẳng hạn, các nghiên cứu thực nghiệm dựa trên các nhiệm vụ liên quan đến trí nhớ quy nạp (declarative memory) và trí nhớ thường trực (procedural memory), đã được vận dụng trong nhiều điều kiện khác nhau, thực hiện trước khi đi vào giấc ngủ ban đêm, và có đối chứng với nhóm không ngủ. Kết quả đã chỉ ra rằng là trí nhớ quy nạp cải thiện hơn nhiều trong giấc ngủ giai đoạn đầu (đa số là SWS), trong khi trí nhớ thường trực lại được củng cố trong giai đoạn sau (đa số là giấc ngủ REM).
Đối với trí nhớ quy nạp, người ta quan sát được trong giai đoạn SWS ở cấu tạo hải mã có sự tuần hoàn lặp đi lặp lại các xung động thần kinh ở những nơron đã mã hóa từ trước đó, chính sự dội đi dội lại đều đặn của các tín hiệu thần kinh đã củng cố và thành lập trí nhớ dài hạn. Giả định này dựa trên giả thuyết củng cố hệ thống hoạt động, phát biểu rằng là quá trình tái hoạt hóa các thông tin mới mã hóa diễn ra liên tục không ngừng nghỉ trong hồi hải mã, thể hiện ra dưới dạng các sóng não dao động chậm trong giấc ngủ NREM, dòng tín hiệu chạy trên các mạch nơron dần ổn định và tích hợp các thông tin đã có được vào mạng lưới vỏ não tạo thành trí nhớ quy nạp. Các nhà khoa học tin rằng hồi hải mã có thể nắm giữ thông tin tạm thời và xử lý nhanh chóng, trong khi tốc độ đưa thông tin mới học được vào vùng vỏ não mới là chậm, nhưng bù lại thông tin được lưu giữ dài hạn. Dòng chảy thông tin qua lại này giữa hồi hải mã và vỏ não mới biểu hiện ra với các gợn sóng nhọn hải mã (SWR, xuất hiện thoáng qua và phóng ra cực nhanh với tần số <300 Hz) và thoi ngủ đồi-vỏ, với sự đồng bộ hóa các sóng não này sẽ tạo thành sự kiện thoi-gợn cũng chính là điều kiện tiên quyết cho sự tạo lập nên ký ức dài hạn thông qua việc xây dựng lại cơ cấu thần kinh.
Cần phải nói thêm rằng là khả năng hoạt hóa lại con đường mòn dấu vết nhớ cũng diễn ra trong lúc thức, với chức năng tăng cường biến đổi cấu trúc synap gắn liền với sự tăng giải phóng các chất truyền đạt, tăng số lượng bọc đựng chất trung gian, tăng mật độ diện tích sau synap, bằng những thông tin mới mã hóa. Trong khi đó, thì tái vận hành lại các mạch thần kinh trong SWS cũng quan trọng không kém trong việc ổn định hóa những ký ức mới. Hoạt động củng cố nhớ trong trạng thái thức là một quá trình cần thời gian để hoàn thành. Ở lâm sàng nếu có các biến cố gây gián đoạn động học não như chấn thương sọ não, gây mê, sốc điện,... thì như vậy sẽ phá vỡ tiến trình bình thường của việc đưa thông tin vào kho nhớ. Thời gian trung bình cho sự củng cố lấy thông tin ở người là từ khoảng 10–60 phút theo dữ liệu quan sát được trên lâm sàng. Thực nghiệm của Heriot và cộng sự năm 1962 trên chuột cũng chứng minh được rằng thời gian củng cố trung bình của loài này là khoảng 26–180 phút, càng nhấn mạnh rằng chính yếu tố thời gian là vô cùng quan trọng trong sự thay đổi mang tính tổ chức cao. Dựa trên những thí nghiệm tái hoạt hóa trí nhớ mục tiêu (TMR), họ đã sắp xếp cho ra các tín hiệu kích thích nhớ để gây ra những luồng xung động chạy theo các con đường synap đặc hiệu cho những loại tín hiệu này trong giấc ngủ. Nhiều nghiên cứu đã được thực hiện nhằm xác nhận lại sự thiết yếu của quá trình tái hoạt hóa thần kinh vào thời điểm ban đêm, chính là sự hình thành ký ức bền vững theo thời gian trong mạng lưới tân vỏ não, cũng như tăng cường trí nhớ quy nạp.
Hơn nữa, người ta đã phát hiện ra rằng không có sự khác biệt đáng kể về quá trình tái hoạt hóa điện thế khi sinh vật ngủ và thức, tức là có cùng tần số và biên độ dao động, và có thể kèm theo với sóng não theta. Trong trạng thái tỉnh, khi hoàn thành các công việc liên quan đến trí nhớ, tương ứng EEG biểu hiện ra các dao động điện theta, điều này đã được chứng minh bằng nhiều công trình nghiên cứu, và khi thực hiện các kích thích (âm thanh hay mùi) ngay trong trạng thái ngủ, dẫn đến sự tái hoạt hóa các tín hiệu thần kinh con đường synap gấp bội, kết quả sau đó đã chỉ ra rằng hoạt động sóng theta mạnh hơn đáng kể, điều này mang ý nghĩa rằng con đường mòn dấu vết nhớ đã được tăng cường và sự tích hợp thông tin về từ vựng và ngôn ngữ vẫn diễn ra vô cùng thuận lợi khi cá thể ngủ. Tuy rằng, những ảnh hưởng tích cực của quá trình TMR cho sự củng cố nhớ dường như là chỉ xảy ra với điều kiện tín hiệu nhớ đó có sự liên quan với tiền tri thức (prior knowledge), sự nhận thức sơ bộ của chủ thể.
Những cuộc nghiên cứu khác cũng khảo sát những tác động đặc hiệu của từng giai đoạn giấc ngủ khác nhau lên nhiều loại trí nhớ. Chẳng hạn như, tình trạng thiếu ngủ không ảnh hưởng nghiêm trọng lắm đến sự nhận diện khuôn mặt đối tượng, nhưng có thể làm phá hủy đáng kể đến loại hình trí nhớ thời gian (ước lượng các sự kiện hiện tượng diễn ra khi nào). Những khám phá này đã đi ngược lại với cách ngôn của Wilkinson (1991), nói lên rằng mất ngủ không đơn giản là làm giảm mức độ tỉnh táo một cách tổng thể, mà còn gây ra những méo mó và biến dạng về nhận thức thời gian. Đặc biệt là trong cuộc thử nghiệm, các đối tượng mất ngủ đã phát triển niềm tin mù quáng rằng là họ đã đúng, thực tế cho thấy là họ sai (chứng tỏ rằng đã ảnh hưởng đến các chức năng cao cấp của vỏ não). Các nghiên cứu khác cũng cho thấy rằng hiệu suất nhớ lại các danh từ đã học được suy giảm một cách trầm trọng khi thiếu ngủ (trung bình 2.8 ± 2 từ) khi đối chiếu với nhóm có giấc ngủ đầy đủ và bình thường (4.7 ± 4 từ). Những kết quả này càng củng cố thêm vai trò quan trọng của ngủ đối với trí nhớ quy nạp. Sự mất ngủ toàn phần (TSD) cũng ảnh hưởng và tạo những hậu quả đáng gờm lên các chức năng não, cụ thể khi vùng não trước trán (PFC) chịu trách nhiệm cho phương thức học tập thời gian, và thùy thái dương và thùy đỉnh đối với dạng học từ ngữ. Những tác động của TSD đã được chứng minh với dữ kiện quan sát được là hoạt động chuyển hóa có sự giảm xuống rõ ở những vùng này. Phân tích dữ liệu cũng cho thấy rằng bằng sự so sánh các mẫu mô thần kinh lấy từ thực nghiệm, trong SWS đã diễn ra sự tổ hợp lại các nơron thần kinh (kết quả có sự tương quan mạnh) hơn nhiều so với lúc thức hay cả giai đoạn REM. Quá trình học vật thể mới của những con chuột khoảng 1 tiếng đồng hồ, nhưng sau đó các tín hiệu thần kinh dội lại như tiếng vang dội lại chạy liên tục trên các mạng nơron kéo dài đến tận 48 giờ, và như thế đã gợi ý rằng quá trình điện thế hóa dài hạn đang diễn ra.
Không chỉ dừng lại ở đó, việc ngủ ngắn cũng thể hiện ý nghĩa quan trọng đối với các chức năng nhận thức; các nghiên cứu về những nhân viên làm việc theo ca, cho thấy rằng dù nhân viên đó thực hiện một giấc ngủ bình thường vào ban ngày với thời lượng tương đương ban đêm thì kết quả vẫn không khả quan, bởi vì đó là sự can thiệp vào chu kỳ ngủ-thức và nhịp sinh học, các thay đổi như vậy có thể làm hư hại tế bào và phá vỡ hằng định nội môi. Hiện nay các cuộc nghiên cứu nhằm mục đích thiết lập nền tảng phân tử và sinh lý học của quá trình tăng cường các engram trong giấc ngủ. Cùng với đó là những khám phá về gen có thể giải mã các hiện tượng này, tất cả đều đưa đến bức tranh tổng thể về vai trò của giấc ngủ trong sự hình thành ký ức.

### Tái chuẩn hóa độ mạnh của synap
Trạng thái ngủ có thể làm yếu các nối kết synap khi mà chúng không còn cần thiết cho việc thực hiện chức năng tối ưu. Trong trường hợp các mạch vô nghĩa đó nếu cứ tồn tại, nguồn nguyên liệu có thể bị cạn kiệt, bởi vì là quá trình bảo dưỡng và củng cố cho các khớp thần kinh cần các cơ chất, không gian và năng lượng cực lớn, ngoài ra còn có các cơ chế tế bào khác chẳng hạn như là tổng hợp protein cho các kênh mới. Giả sử rằng không có cơ chế điển hình như thế này xảy ra trong lúc ngủ, tương đương là mức chuyển hóa cần thiết trong não sẽ phải tăng theo cấp số nhân khi các synap không ngừng được tăng cường lên, cho đến vượt ngưỡng giới hạn gây nên hiện tượng vụn vỡ cho các tế bào thần kinh.

### Sự nảy sinh tế bào thần kinh, hệ quả của thiếu ngủ đối với học và nhớ

Ảnh cùng tiêu điểm cho thấy các tế bào dương tính với doublecortin (màu xanh lá) trong vùng DG não chuột trưởng thành. Các tế bào hình sao dương tính với GFAP (màu đỏ).

Hồi hải mã là vị trí quan trọng với chức năng tạo tác tế bào nơron ở tuổi trưởng thành (neurogenesis), trong đó chủ yếu là trung khu dưới não thất (SVZ) và trung khu dưới hạt (SGZ) của hồi răng (dentate gyrus, DG). Các tế bào thần kinh mới được tạo ra, tăng sinh, và cuối cùng sẽ tích hợp vào vành đai mạng thần kinh trong cấu trúc hải mã. Vùng hải mã bụng và hải mã lưng được cho là có chức năng điều hòa quá trình tân tạo thần kinh và cả nhận thức. Quá trình này chịu sự vận hành của nhiều yếu tố, chẳng hạn như là các neurotrophin (phân tử thúc đẩy cho sự thực hiện các chức năng sinh tồn và dinh dưỡng cho nơron), các chất truyền đạt, cytokine và thuốc,... thông qua các con đường truyền tín hiệu cho thụ thể (bởi do kích thích ngoại sinh) và những yếu tố phiên mã. Có mối liên kết mạnh mẽ giữa quá trình tạo mới nơron giai đoạn trưởng thành và tiến trình xử lý thông tin trong hải mã. Sự tổng hợp cơ cấu thần kinh mới ở loài chuột trưởng thành có sự tương quan dương tính với năng lực học. Bằng chứng đã quá rõ ràng: khi tiến hành tiêu hủy các nơron của giai đoạn này, sẽ phá hỏng các chức năng học bình thường như học liên tưởng (associative learning) và điều kiện hóa sợ (fear conditioning). Trong cuộc thực nghiệm khác, thực hiện cắt bỏ các đoạn gen mã hóa cho những tế bào gốc trên chuột, là tiền đề cho sự xây dựng mạng lưới dẫn điện mới, kết quả là suy giảm đáng kể mật độ chất xám vùng DG, điều mà được cho là gây ra các bất thường về hành vi liên quan những biến đổi giải phẫu hải mã. Nói cách khác, chính các tế bào gốc của giai đoạn trưởng thành đã tạo điều kiện cho khả năng mềm dẻo hóa tại cấu trúc này.
Tương quan về giấc ngủ và quá trình neurogenesis là vô cùng mạnh mẽ. Gần đây, các nhà nghiên cứu tập trung xoay quanh nhiều về vấn đề này. Giấc ngủ được xem là không thể thiếu đối với quá trình tân tạo nơron, và bất kỳ tổn thương nào ảnh hưởng đến giấc ngủ đều tạo ra sự nghịch biến về lượng của quá trình này. Mất ngủ thể cấp không có tác động nào lên vùng dưới hạt ở hồi hải mã; ngoại trừ nếu tổng lượng thời gian bị mất ngủ lớn hơn 24 giờ. Thiếu giai đoạn REM sẽ làm giảm số nơron đang phát triển trong vùng DG, khi thiếu cả REM và NREM sẽ ảnh hưởng luôn các tế bào chưa trưởng thành. Các nghiên cứu trước đó cũng báo cáo rằng quá trình tăng sinh thần kinh giảm đi trong điều kiện mất ngủ 48 tiếng, khi họ dùng chất BrdU để nhuộm mô thần kinh phát hiện các protein Doublecortin (DCX, "dấu hiệu" đặc trưng khi có quá trình sản sinh tế bào diễn ra) trong vùng DG ở hải mã. Không có sự thay đổi nào về chất NeuN, là protein và là dấu ấn sinh học cho sự tồn tại của nơron, phản ánh quá trình neurogenesis có diễn ra hay không. Hơn nữa tương quan này càng có giá trị hơn, khi có nhiều nghiên cứu sử dụng các phương thức khác nhau, chẳng hạn như phương pháp mặt phẳng, máy chạy bộ (cho chuột), hay phương pháp đĩa trên nước (disk-over-water method).
Các báo cáo cũng nói lên vai trò bảo vệ thần kinh của caffeine hay modafinil. Caffeine gây ra tác động vào quá trình tăng sinh thần kinh phụ thuộc liều lượng: việc điều trị với liều thấp trong khoảng thời gian ngắn không có ảnh hưởng nào, và liều cấp trên mức sinh lý sẽ thúc đẩy tăng tạo nơron, trong khi dùng với liều rất cao và liên tục thì dẫn tới hậu quả ngược lại và đồng thời tổn hại đến nhận thức. Liệu pháp caffeine hoặc modafinil được chứng minh là không cho quá trình tiêu hủy đi các tế bào dương tính BrdU diễn ra, trong thời gian mất ngủ 48 tiếng. Sự kìm hãm tiến độ phát triển của các tế bào dương tính với DCX, được cho là chỉ cải thiện khi dùng caffeine để điều trị, trong khi số tế bào dương tính với DCX trong giai đoạn trung gian biến đổi tích cực khi dùng modafinil. Mặt khác, tế bào dương tính với DCX sau giai đoạn gián phân cũng có sự phát triển có lợi khi dùng cả caffeine hay modafinil để đối phó với tình trạng mất ngủ. Như thế rút ra kết luận rằng, việc dùng caffeine hay modafinil cũng cần thiết và quan trọng trong sự cải thiện quá trình này dưới các điều kiện stress khác nhau.

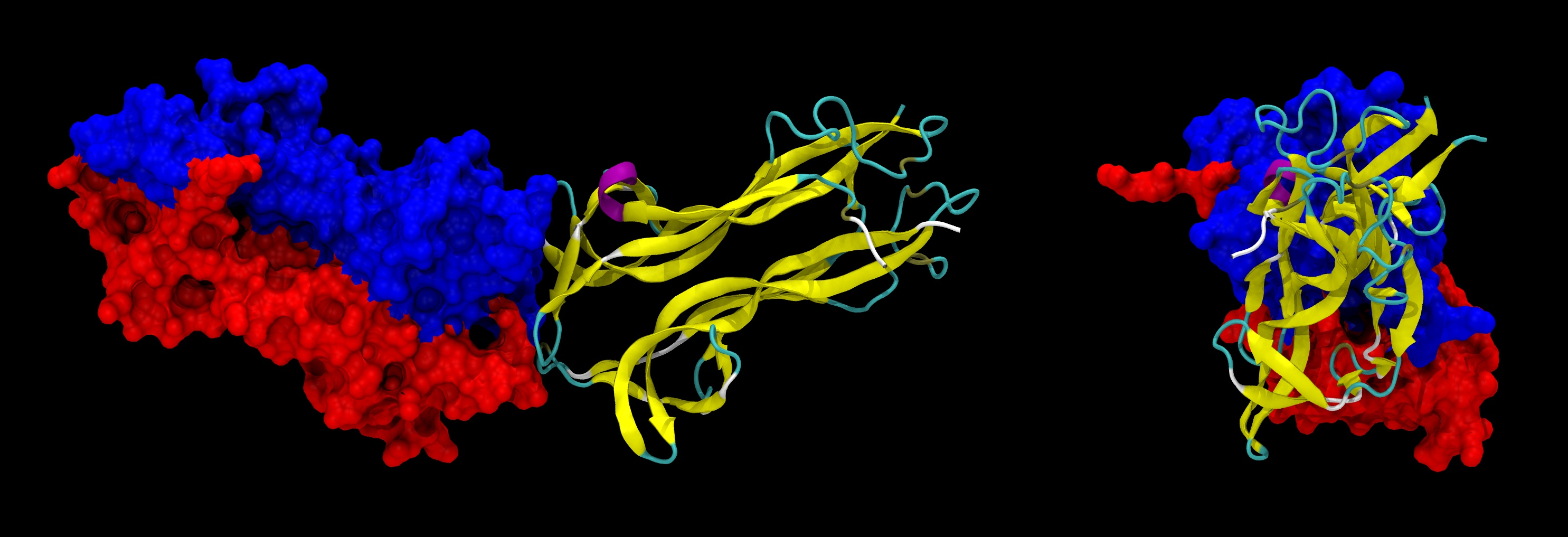
Minh họa phân tử BDNF điển hình.

Trong thời gian gần đây, nhiều nghiên cứu cũng xác minh tầm quan trọng của ngủ đối với yếu tố tăng trưởng thần kinh nguồn gốc từ não (brain-derived neurotrophic factor, BDNF). Báo cáo cho thấy rằng là khi giấc ngủ bắt đầu diễn ra, lớp vỏ não tăng biểu hiện BDNF. Và BDNF đóng vai trò như là phân tử tín hiệu làm tăng cường hoạt động sóng chậm (SWA) thông qua hiện tượng điện thế hóa synap trong giai đoạn ngủ ở bộ gặm nhấm. Tình trạng mất ngủ sẽ làm giảm mức độ biểu hiện BDNF trong hồi hải mã, và sẽ cải thiện khi đưa caffeine vào mô não. BDNF được biết đến thông qua khả năng tăng cường các chức năng hải mã, bằng cách tăng sinh các tế bào thần kinh giai đoạn trưởng thành, cũng như là các quá trình liên quan khác. Bất hoạt các gen liên quan BDNF trong hồi hải mã bằng nhiều cách khác nhau, có thể có những tác động tiêu cực lên trên quá trình tổng hợp nơron thần kinh. Hơn nữa cũng có các bằng chứng về tác động có lợi của caffeine trong việc duy trì BDNF phù hợp với mức sinh lý, các chức năng nhận thức dưới các yếu tố căng thẳng, chẳng hạn như là béo phì và lão hóa. Các nhà khoa học cũng tuyên bố rằng, sự mất ngủ trong thời gian 48 tiếng sẽ làm giảm biểu hiện BDNF vùng DG trong hồi hải mã một cách rõ rệt. Điều này có thể thay đổi nhờ sử dụng caffeine hay modafinil. Đã quá rõ ràng rằng caffeine, modafinil có tác dụng tốt đối với quá trình neurogenesis thông qua sự tăng cường nồng độ protein BDNF trong hải mã khi thiếu ngủ. Vì vậy, có thể khắc phục các tổn hại thần kinh nhờ những chất này qua việc tăng biểu hiện BDNF.

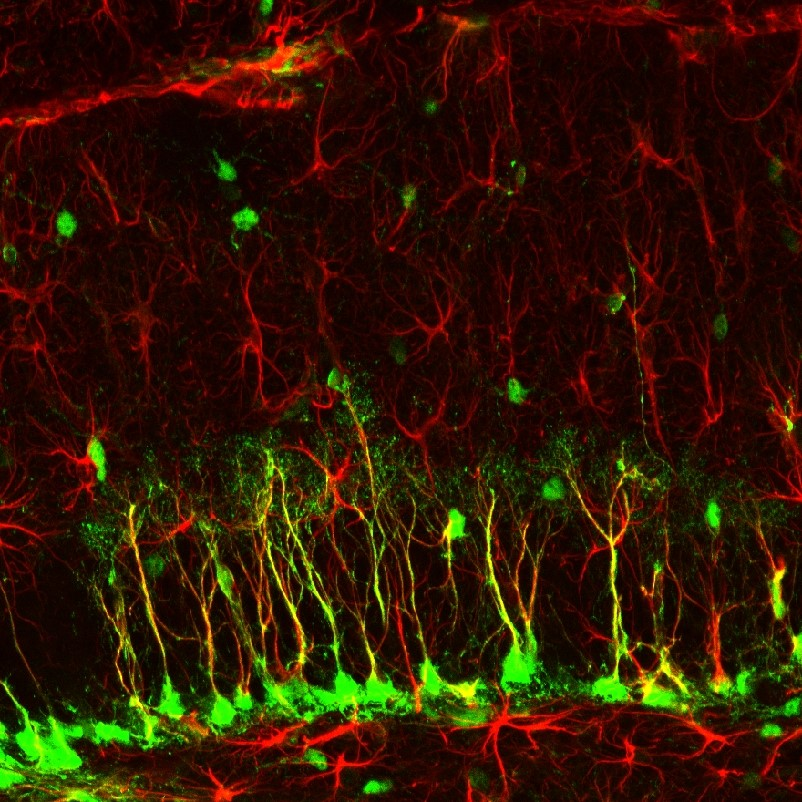
"Rừng ký ức", hình ảnh cho thấy vùng DG hồi hải mã ở con chuột với các tế bào gốc thần kinh (neural stem cells, nhuộm màu xanh lá), và bao quanh chúng chính là những tế bào hình sao (astrocyte) có màu đỏ.

Vai trò của giấc ngủ về tính mềm dẻo của não (brain plasticity) cũng được nghiên cứu kỹ, thông thường liên quan đến quá trình học phụ thuộc hải mã (hippocampal-dependent learning), cụ thể hơn là cơ chế LTP (điện thế hóa dài hạn) và cả cơ chế LTD (ức chế hóa dài hạn). Các cuộc thực nghiệm đi thẳng vào vấn đề, đó là quan sát tác động và ảnh hưởng của ngủ, thiếu ngủ lên nhiều dạng học tập, hoặc sẽ cảm ứng LTP hay LTD. Nhìn chung, mất ngủ sẽ cản trở quá trình học phụ thuộc hải mã và củng cố nhớ trên bộ gặm nhấm.:37–45, 1–18 Điều này bao gồm cả những công việc kích động trí nhớ của loài vật, chẳng hạn điều kiện hóa sợ theo bối cảnh (contextual fear conditioning), nhận diện vật thể trong không gian (spatial object recognition), và mê cung nước Morris (Morris water maze). Trong những cuộc thực nghiệm này, để việc mất ngủ tàn phá sự tạo lập trí nhớ sau khi đã tiếp xúc với kích thích, và đã diễn ra các hoạt động điện ẩn trong thần kinh (tức là con vật thực hiện những nhiệm vụ mà nó phải làm), phải có một khoảng thời gian nhất định. Khoảng thời gian này thay đổi đáng kể phụ thuộc vào nhiệm vụ và chủng loài. Các công trình nghiên cứu sớm từ những năm 1970 và 1980 thường hứng chịu các chỉ trích, là bởi mất ngủ là hiện tượng stress, và có các hormone "căng thẳng" tác động trực tiếp lên chức năng hải mã và tính khả biến thần kinh. Tuy nhiên, trong vòng 20 năm qua, các nhà khoa học vẫn tiếp tục hành trình khám phá tình trạng này, ngay cả khi stress không phải là yếu tố gây mất ngủ. Vì thế nên đã làm sáng tỏ ra nhiều điều, đó là sau kinh nghiệm, giấc ngủ sẽ hoạt hóa quá trình mềm dẻo lần hai, chính là sự củng cố nhiều dạng trí nhớ. Mở rộng ra là khám phá về sự tổng hợp protein, khi bộ máy dịch mã trong hồi hải mã bị ức chế bởi tình trạng mất ngủ, và ngủ đủ giấc sau đó sẽ khôi phục trở lại bình thường.
Để nhất quán với hiện tượng hoạt hóa các cơ chế mềm dẻo trong giấc ngủ, người ta đã phát hiện ra rằng giai đoạn REM có cơ chế LTP diễn ra ở hồi hải mã, trong khi đó đối với giấc ngủ NREM là LTD, hoặc cả hai. Mất ngủ cũng có những tác động đáng chú ý lên quá trình cảm ứng (điện thế hóa tần số cao) và duy trì (hoạt hóa enzyme bền vững) LTP quan sát được dựa trên cơ thể sinh vật (in vivo) và trong mô sinh thiết (in vitro). Chẳng hạn như, việc thiếu ngủ như vậy sẽ hủy hoại cơ chế LTP trong hải mã cả khi loài gặm nhấm bị gây mê hay thức tỉnh, nhưng nó lại được tăng cường trong pha dài hạn (late-phase) ở vùng mPFC. Điều này đã đặt ra giả thuyết rằng quá trình xử lý thông tin ở vùng mPFC và hải mã là khác nhau. Nhiều nghiên cứu đã chỉ ra rằng quá trình LTP sẽ suy giảm, khi mất ngủ với nhiều mức độ khác nhau (REM, toàn phần, hay chỉ là ngắn hạn). Thú vị là, khi giấc ngủ REM được khôi phục trở lại hoặc thậm chí là tăng ở bộ gặm nhấm, cơ chế này sẽ vận hành một cách bình thường.
Nền tảng phân tử điều hành các tác động của quá trình mất ngủ gây ra trên LTP và LTD vẫn chưa thể hoàn toàn nắm rõ. Những hệ quả mà nó sinh ra cũng không hề đơn giản bởi còn xét đến các ảnh hưởng gián tiếp khác nữa. Cụ thể hơn là, mất ngủ làm rối loạn các hormone đặc biệt liên quan đến stress. Thuộc tính mềm dẻo thần kinh giảm có thể gắn liền với sự suy giảm chức năng thụ thể NMDA hồi hải mã, đình trệ sự hoạt hóa ERK/MAPK, kết hợp cùng quá trình tiêu hủy cấu trúc đuôi gai, sự hoại biến của các mRNA liên quan đến chức năng mềm dẻo và cả protein, và nồng độ PDE4 và adenosine ngoại bào cũng đồng thời tăng lên theo đó.

### Sự mất ngủ và những thay đổi về hành vi
Tình trạng thiếu ngủ khá phổ biến và thỉnh thoảng cần thiết trong xã hội hiện đại. Bởi do tính chất của nghề nghiệp hay các công việc nội địa ví dụ như dịch vụ toàn thời gian, tin tức truyền thông và an ninh, các dự án xuyên múi giờ,... Như vậy nghiên cứu đến khía cạnh mất ngủ là cần thiết cũng như hiểu rõ các cơ chế tác động lên hành vi.
Nhiều công trình nghiên cứu đã sớm hoàn thành từ những năm 1900 để cung cấp tài liệu khoa học về các rối loạn giấc ngủ. William C. Dement là người tiên phong trong việc nghiên cứu những biến đổi sinh lý khi thiếu hụt giai đoạn REM từ hơn 50 năm trước. Ông đã chỉ đạo và điều hành dự án nghiên cứu giấc ngủ và giấc mơ trên 8 đối tượng tất cả đều là đàn ông. Trong khoảng thời gian 7 ngày, ông đã can thiệp vào giai đoạn REM của tất cả những người tham gia nghiên cứu, bằng cách đánh thức họ khi điện não đồ có những dấu hiệu ám chỉ rằng sắp bước tới giai đoạn này. Trước đó, ông tiến hành đặt những điện cực nhỏ lên vùng da đầu và nơi thái dương để có thể ghi lại các hoạt động điện và theo dõi quan sát. Cuộc nghiên cứu vẫn đang tiếp tục diễn ra, điều đáng ngạc nhiên là ông nhận ra rằng càng "tước đoạt" đi giấc ngủ REM, thì ông càng gặp khó khăn trong việc đánh thức họ, tức là phải đánh thức nhiều lần hơn. Sau đó, những thay đổi hiện rõ và giấc ngủ REM áp đảo hơn so với tiêu chuẩn bình thường, chủ thể đó mất ít thời gian hơn bình thường để đạt được trạng thái REM, và đây là cơ chế khôi phục REM tái thiết lập sự cân bằng sinh học (REM rebound).
Nền tảng khoa học thần kinh hành vi của thiếu ngủ cũng được nghiên cứu và phát hiện trong khoảng thời gian gần đây. Tình trạng thiếu ngủ có sự tương quan mạnh mẽ với xác suất xảy ra những tai nạn lao động và nghề nghiệp. Nhiều cuộc nghiên cứu đã chỉ ra rằng có sự trì hoãn và chậm trễ trong hoạt động trao đổi chất ở não, khi đối tượng "nợ ngủ" nhiều tiếng. Chưa dừng lại ở đó, thiếu ngủ cũng ảnh hưởng đặc biệt đến mạng thần kinh điều khiển và kiểm soát sự chú ý, và mặc dù những hoạt động thể chất (như đứng hoặc đi bộ) hay tiêu thụ caffeine có thể duy trì phần nào khả năng loại bỏ các tín hiệu nhiễu với mức độ nhất định, nhưng tình trạng thiếu tập trung vẫn không hoàn toàn tránh khỏi.
Thiếu ngủ còn gây ra ảnh hưởng tiêu cực tới các chức năng nhận thức, điển hình là bao gồm các công việc liên quan đến sự phân tán chú ý (đa nhiệm). Nó cũng tác động lên trên tâm trạng và xúc cảm, và những báo cáo cho thấy rằng "khoản nợ ngủ" có xu hướng làm tăng hoạt tính tình cảm và kích động các trạng thái tâm thần như cơn cuồng nộ, sợ hãi và trầm cảm. Tuy rằng, vẫn còn một số chức năng nhận thức cấp cao dường như vẫn không chịu ảnh hưởng nhưng hoạt động chậm hơn. Những hệ quả như thế thay đổi tùy thuộc vào cá thể riêng biệt. Các cơ chế chính xác cho những hiện tượng này vẫn còn bí ẩn và các cuộc nghiên cứu tiếp tục phải được tiến hành cho sự khai thác thêm ý nghĩa mới của sự thiếu ngủ này.

## Các rối loạn giấc ngủ
Rối loạn giấc ngủ về mặt y khoa là những bất thường sinh lý ảnh hưởng trên giấc ngủ bình thường ở người hay động vật. Trong đó, đo đa ký giấc ngủ (polysomnography) là một kỹ thuật phổ biến được dùng để chẩn đoán một số rối loạn giấc ngủ. Rối loạn giấc ngủ được phân loại một cách rộng rãi thành chứng khó ngủ (dyssomnias), bệnh mất ngủ giả (parasomnias), rối loạn giấc ngủ nhịp sinh học (CRSD), và các rối loạn khác bao gồm cả những bệnh tâm lý thần kinh, điển hình là bệnh mất ngủ do ký sinh trùng hay còn gọi là bệnh ngủ châu Phi (sleeping sickness). Một số rối loạn giấc ngủ thường gặp (và điển hình) bao gồm có chứng mất ngủ (thể mạn), hiện tượng ngưng thở khi ngủ (nhịp thở thấp một cách bất thường trong giấc ngủ), chứng ngủ rũ (tình trạng ngủ quá mức cần thiết trong những thời điểm không thích hợp), tê liệt nhất thời (sự mất trương lực và sức mạnh của cơ thoáng qua một cách đột ngột, nguyên nhân thường do kích thích xúc cảm mãnh liệt), và bệnh buồn ngủ (can thiệp và phá vỡ chu kỳ ngủ do các tác nhân ký sinh). Những rối loạn khác vẫn đang được nghiên cứu kỹ gồm có chứng mộng du, hội chứng giấc ngủ kinh hoàng, và đái dầm.
Việc nghiên cứu về các rối loạn giấc ngủ được xem là rất hữu ích, nhằm tìm hiểu vùng nào của não sẽ bị ảnh hưởng và các chức năng liên quan chuyển đổi như thế nào. Điều này được thực hiện bằng việc so sánh mẫu mô sinh thiết nhỏ và hình ảnh quét được từ não giữa đối tượng mang rối loạn thần kinh và nhóm đối chứng. Điều trị các rối loạn giấc ngủ điển hình với các phương pháp đặc trưng như là tâm lý liệu pháp hay trị liệu hành vi nhận thức, ngoài ra các phương pháp khác có thể cũng được dùng đến. Sự chọn lựa thấu đáo về phương pháp luận trong nghiên cứu khoa học cách thức điều trị, phù hợp với tình trạng cụ thể của bệnh nhân và phụ thuộc vào chẩn đoán xác định, tiền sử bệnh tâm thần, sở thích cá nhân, cũng như là khả năng chuyên môn của thầy thuốc điều trị. Việc sử dụng các loại thuốc để điều trị hay liệu pháp tâm lý hành vi được cho là có sự tương thích, và có thể kết hợp một cách hiệu quả để tối ưu hóa các lợi ích liệu pháp.
Các rối loạn giấc ngủ thường gắn liền với các bệnh thoái hóa thần kinh, với đặc trưng chủ yếu là sự tích lũy bất thường các protein alpha-synuclein, chẳng hạn như bệnh teo đa hệ thống (MSA), bệnh Parkinson (PD), và chứng mất trí nhớ thể Lewy (LBD). Cụ thể hơn, những người được chẩn đoán là mắc phải bệnh Parkinson thường có nhiều vấn đề đáng lo ngại về giấc ngủ, trong đó phổ biến là chứng mất ngủ (có ở 70% dân số mắc bệnh), chứng ngủ nhiều (hơn 50% dân số mắc bệnh mắc phải), và rối loạn hành vi giấc ngủ REM (RBD) -  khoảng 40% dân số mắc PD bị rối loạn này kèm theo đó là tăng biểu hiện ra các triệu chứng vận động. Hơn thế nữa, RBD cũng chính là điềm báo trước chắc chắn rằng là trong tương lai khoảng vài năm nữa sẽ có nguy cơ tiến triển thành các bệnh thoái hóa thần kinh, đây được xem là cơ hội quý báu nhằm phòng bệnh và tận dụng các phương pháp điều trị thích hợp.
Đối với căn bệnh Alzheimer (AD), người ta cũng quan sát được các tác động bất thường lên giấc ngủ mà nó gây ra lên trên 45% dân số mắc phải căn bệnh này. Ngoài ra, dựa trên các báo cáo của người thân họ thì tỷ lệ này thậm chí cao hơn đó là khoảng tới 70%. Chẳng khác gì so với dân số mắc PD, chứng mất ngủ và ngủ nhiều cũng thường thấy ở những bệnh nhân AD, đặc tính bệnh gắn liền với quá trình tích tụ và kết tập các Beta-amyloid, ngoài ra còn có rối loạn giấc ngủ nhịp sinh học (CRSD) và sự phóng tiết melatonin đã bị thay đổi so với diễn biến sinh lý bình thường. Thêm nữa, cấu trúc giấc ngủ cũng biến đổi trong bệnh AD. Dẫu rằng khi tiến trình lão hóa diễn ra, cơ cấu của giấc ngủ dường như sẽ thay đổi một cách tự nhiên, ở những bệnh nhân AD hiển nhiên rằng các rối loạn như thế sẽ trở nên trầm trọng hơn nhiều. Thời lượng của SWS có thể giảm xuống (và thỉnh thoảng hoàn toàn mất hẳn), tương tự như đối với các thoi ngủ và giai đoạn REM, nhưng thời gian tới giai đoạn ngủ mơ lại tăng lên (REM latency). Giai đoạn chuyển từ trạng thái thức sang ngủ của những người AD kém chất lượng, gắn liền với ảo giác liên quan đến giấc mơ, tăng thao thức, mê sảng và tình trạng lo âu, và các dấu hiệu bất thường này dường như quan hệ chặt chẽ với hội chứng hoàng hôn - như một hiện tượng và được coi là thời sinh học điển hình trong căn bệnh này.
Các bệnh thoái hóa thần kinh sẽ gây hư hoại các cấu trúc não bộ, điều này có thể làm đảo lộn trạng thái ngủ và thức, phá vỡ nhịp sinh học, chức năng vận động và phi vận động. Mặt khác, sự mất trật tự của các cơ chế thần kinh điều hòa giấc ngủ cũng thường có các tác động tiêu cực lên trên hệ thống những chức năng thuộc về nhận thức, trạng thái cảm xúc và cả chất lượng cuộc sống. Không chỉ như thế, những triệu chứng bất thường về hành vi này đã tạo ra gánh nặng cho người thân và họ hàng. Vì vậy nên, việc hiểu biết tổng thể khách quan mối quan hệ giữa các rối loạn giấc ngủ và bệnh thoái hóa thần kinh thực sự là vô cùng quan trọng, thiết yếu nên hướng về những cuộc nghiên cứu trong phạm vi giới hạn về khía cạnh trên, đồng thời thông qua các nghiên cứu cải thiện tuổi thọ cho những cá nhân mắc phải những căn bệnh này.
Lĩnh vực khác gồm có khoa học y học giấc ngủ cung cấp các thông tin cơ sở cho việc nghiên cứu, chẩn đoán và điều trị các rối loạn về giấc ngủ và tình trạng thiếu ngủ (một trong số các nguyên nhân then chốt dẫn đến tai nạn nghiêm trọng). Chuyên khoa này còn có nhiều phương pháp chẩn đoán đặc thù bao gồm xét nghiệm đo đa ký giấc ngủ, nhật ký giấc ngủ, test ghi nhận thời gian tiềm khởi đầu giấc ngủ (MSLT),... Tương tự như thế, hướng điều trị có thể là về hành vi như liệu pháp hành vi nhận thức, hoặc bao gồm sử dụng thuốc, hay quang trị liệu.

## Giấc mơ

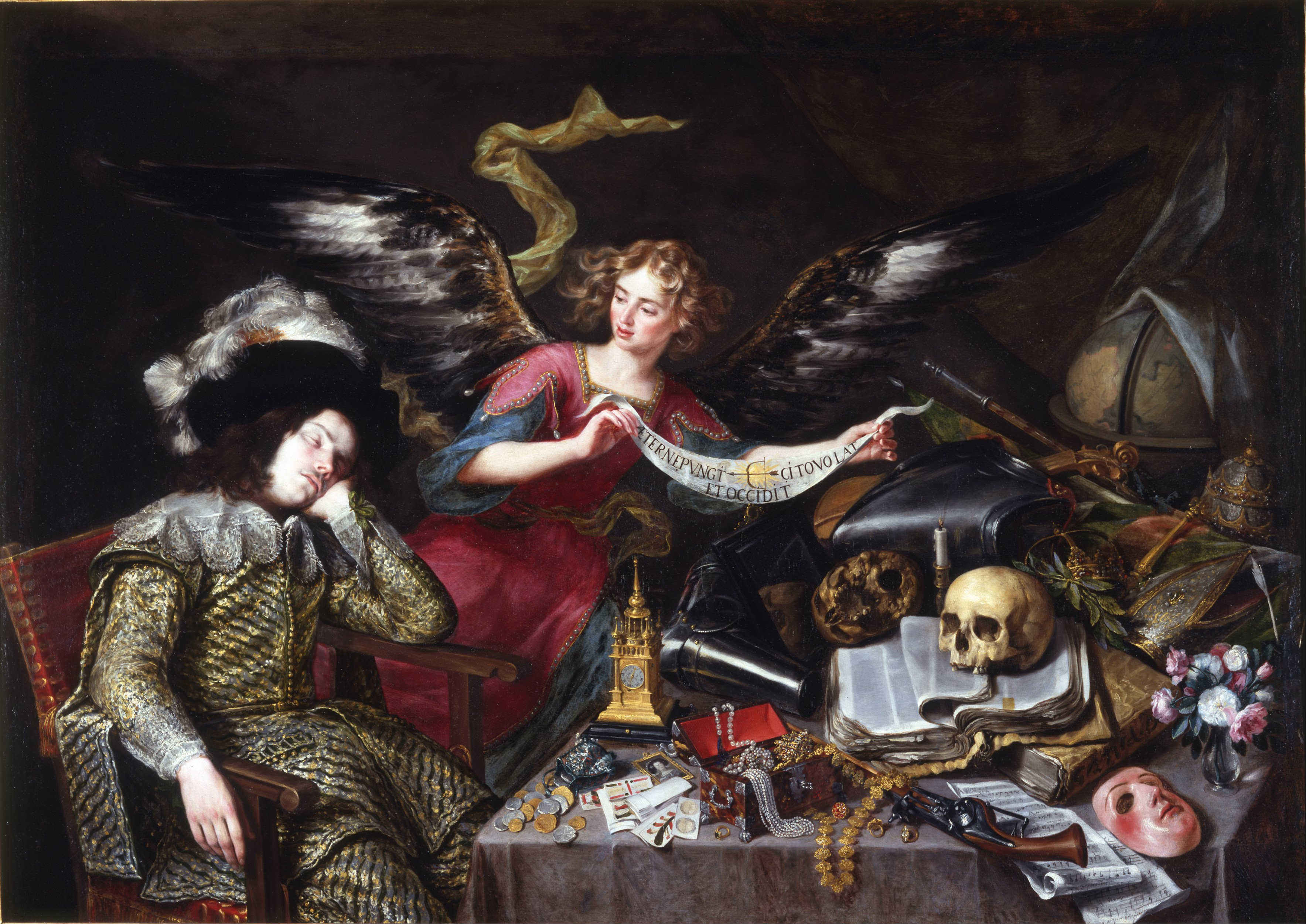
"Chàng kỵ sĩ mộng mơ", bức tranh với phong cách vanitas được vẽ vào khoảng những năm 1650 bởi người Tây Ban Nha Antonio de Pereda.

Hiện tượng mơ chính là hàng loạt các hình ảnh, suy nghĩ, cảm xúc, cảm giác vận hành một cách tương tục, và xuất hiện một cách không tùy ý trong tâm trí trong các giai đoạn giấc ngủ (chủ yếu là giai đoạn REM). Nội dung và mục đích của giấc mơ cho đến hiện tại vẫn hoàn toàn chưa được hiểu rõ, dù rằng đã có nhiều lý thuyết ra đời mang tính chất gợi ý. Khoa học nghiên cứu giấc mơ được biết đến qua thuật ngữ oneirology, tức môn mộng học.
Đã có nhiều lý thuyết cố gắng mô hình hóa dựa trên nền tảng thần kinh cho giấc mơ. Điều này bao gồm cả lý thuyết phát động tổng hợp — phát biểu rằng mơ là kết quả của quá trình hoạt hóa thân não trong giấc ngủ REM; lý thuyết hoạt hóa liên tục — ám chỉ rằng là dù ý thức có hay không sự hiện hữu, não bộ luôn luôn trong trạng thái hoạt động để duy trì các chức năng thích đáng và hoàn chỉnh. Việc tổng hợp nên giấc mơ và giai đoạn REM đều chịu sự chi phối của nhiều cấu trúc khác nhau trong não, khi đến thời điểm thích hợp sẽ được kích hoạt; và việc ngủ mơ sẽ kích thích sự hình thành ký ức dài hạn — lý thuyết này đã tuyên bố rằng quá trình truyền động cho sự lưu giữ ký ức dài hạn diễn ra ưu thế trong thời gian cá thể thức, tuy nhưng đối với giấc ngủ lại khác, các thay đổi này sẽ được kiểm soát và có được chuyển động biểu kiến của những phân tử nhớ.
Ngoài ra cũng có nhiều lý thuyết khoa học khác nhằm mô tả chức năng của mơ. Một số nghiên cứu khẳng định rằng chính giấc mơ sẽ tăng cường trí nhớ ngữ nghĩa. Lý luận này dựa trên thuộc tính truyền tin cho nhau giữa hồi hải mã và cấu trúc vỏ não mới, và cũng là do mối liên hệ cơ sở giữa ngủ và nhớ. Cũng có một nghiên cứu đưa ra giả thuyết là mơ sẽ xóa các dữ liệu tạp nham và phế thải trong bộ nhớ não. Hơn nữa các chức năng khác của mơ bao gồm có xử lý cảm xúc thích ứng với hoàn cảnh và điều chỉnh lại tâm trạng. Dựa trên dữ liệu thực nghiệm, sự trải nghiệm giấc mơ dữ không hoàn toàn là có hại, các vùng não chịu trách nhiệm cho việc kiểm soát cảm xúc đã phản ứng với các tình huống gây sợ hãi có hiệu quả hơn nhiều. Người ta cũng phát hiện ra là có mối tương quan đáng kể về các kích thích gây ra đáp ứng lo lắng và sợ hãi giữa trạng thái thức và ngủ, tức là con đường vận hành thần kinh diễn ra trong cùng một thể thức với cùng một cơ quan (thùy đảo và vỏ não đai giữa). Các nghiên cứu cũng chứng minh rằng các vùng thùy đảo, vỏ não đai, hạch hạnh nhân đóng vai trò trong việc quản lý cảm xúc sẽ bị ít kích hoạt hơn khi gặp những cảm xúc tiêu cực nhiều trong giấc mơ, trong khi đó vùng vỏ não trước trán trong (mPFC) có xu hướng hoạt động mạnh mẽ để áp đảo các xúc cảm như thế, giới chuyên gia cho rằng là vùng mPFC đóng vai trò điều hòa đáp ứng cho các kích thích mang tính đe dọa thông qua việc điều chỉnh hoạt động thể hạnh nhân. Cụ thể hơn, mPFC có tác dụng kiểm soát ức chế các biểu hiện sợ hãi bằng cơ chế giảm tải các tín hiệu đầu ra của hạnh nhân, vùng này được cho là gắn liền với dạng học tập dập tắt (extinction learning). Tất cả đều nhất quán với các tuyên bố trước rằng là vai trò của mơ có thể kiêm luôn cả việc điều hòa cảm xúc.
Đứng từ quan điểm tiến hóa, giấc mơ có thể mô phỏng và gợi lại các sự kiện được cho là nguy hiểm, điều này phổ biến ngay trong môi trường nguyên thủy mà khi đó tổ tiên của các sinh vật ngự trị, bằng những sự "tập dượt giả lập" trong mơ đó vì thế chúng sẽ có thể đối phó với các mối nguy hiểm một cách linh động. Nguyên nhân này đã dẫn đến các biến đổi mang tính di truyền qua các thế hệ, khi những sự kiện mang tính sống còn không còn nữa, thay vào đó toàn bộ diễn biến và hiện tượng được lưu trữ lại dưới dạng các gen ký ức. Lý thuyết này cũng có sự thống nhất với lời tuyên bố rằng giấc ngủ REM chính là biến đổi tiến hóa và ngày càng hoàn thiện, của một cơ chế phòng vệ đã được biết đó là phản xạ chết cứng.
Nhiều lý thuyết về chức năng mơ đã mâu thuẫn nhau và nảy sinh tranh cãi, nhưng nhìn chung là các chức năng ngắn hạn có thể tác động qua lại, phối hợp để tạo ra thay đổi sinh lý dài hạn. Đáng lưu ý rằng vẫn chưa có các bằng chứng nào đủ sức thuyết phục nhằm chứng minh các lý thuyết này là đúng.
Sự tổ chức các sự kiện nhớ trong lúc thức vào giấc mơ cũng được nghiên cứu tích cực, và nhiều nhà khoa học họ đã cố gắng chứng minh chức năng mơ có thể bao gồm cả việc củng cố trí nhớ tình tiết.
Các nhà khoa học cũng nghiên cứu cơ sở thần kinh của những ác mộng. Những cuộc nghiên cứu xác nhận sự tăng tần suất các cơn ác mộng có mối tương quan nhất định với mức độ stress cao. Nhiều mô hình mô tả quá trình hình thành ác mộng bao gồm mô hình tân Freud, và các mô hình khác chẳng hạn mô hình bối cảnh hóa hình ảnh, mô hình ranh giới ảo, mô hình giả lập mối đe dọa,... Tình trạng mất cân bằng các hóa chất dẫn truyền điện năng cũng được xem như là gây ra các giấc mơ đáng sợ, cũng như có sự loạn năng trong hệ thống mạng thần kinh- một mô hình mà khẳng định rằng giấc mơ xấu là kết quả của sự rối loạn các chức năng bình thường của mạch nơron liên quan đến việc mã hóa và kiến tạo giấc mơ. Cũng giống như thế, các mô hình này không đưa ra được các bằng chứng cụ thể nào, cũng như đưa ra các kết luận đáng tin cậy, và cần thêm nhiều cuộc nghiên cứu hơn nữa trong tương lai để giải đáp cho những thắc mắc mà giới khoa học hiện đang phải đối mặt.